# 巴比伦柏林
《巴比伦柏林》（Babylon Berlin，德語發音：[ˈbaːbiˌlɔn bɛʁˈliːn]）是一部德国新黑色时代电视剧集，基于福尔克尔·库切尔的小说改编。剧集设定在1929年后魏玛共和国后期的柏林，围绕着从科隆派来秘密清除一个敲诈团伙的刑事警督格里安·拉特（沃尔克·布鲁赫饰），以及白天是警察文员、晚上做妓女、立志成为警督的夏洛特·里特（丽芙·丽莎·弗里斯饰）展开。
本剧于2017年10月13日在德国天空卫视旗下的德语娱乐频道Sky 1首播，连续播送两季共16集。第3季于2020年1月24日在Sky 1首播，计12集。第4季设定在1930年冬季至次年，于2021年拍摄。
| 季數 | 集数 | 集数 | 首播日期       | 首播日期       |
| 季數 | 集数 | 集数 | 首映           | 季终           |
| ---- | ---- | ---- | -------------- | -------------- |
| 1    | 8    | 8    | 2017年10月13日 | 2017年10月27日 |
| 2    | 8    | 8    | 2017年11月3日  | 2017年11月17日 |
| 3    | 12   | 12   | 2020年1月24日  | 2020年2月28日  |
| 4    | 12   | 12   | 2022年10月8日  | 2022年11月12日 |

## 人物

### 主要
- 格里安·拉特（Gereon Rath，沃尔克·布鲁赫饰），刑警、柏林警察局政治科探長，一战期间在役的陸軍退伍军人。原科隆警員，為了幫他父親的世交（未來的西德总理、現任科隆市長）康拉德·阿登纳找尋勒索證據而調到柏林警局。身为天主教徒的他多年来一直在道德信仰跟个人感情之间痛苦地挣扎（他与失踪兄长的妻子黑尔嘉·拉特有染）。由于战场经历，以及对兄长阿诺·拉特任務中失蹤的自责，他患有创伤后应激障碍（PTSD）。他在私下里依賴嗎啡緩解壓力，但同時他也是一位理性且正義感強烈的警探。
- 夏洛特·“洛特”·里特（Charlotte „Lotte“ Ritter，丽芙·丽莎·弗里斯饰），来自威丁区贫民窟的“飛來波女郎”，出身貧寒且家庭關係複雜。為了生計她白天會到警察局打雜，晚上做舞厅的临时妓女。後成為柏林警察局的刑事助理，擁有較強的偵查和分析能力，她一直梦想成为那里的第一位女性刑警。
- 布鲁诺·沃尔特（Bruno Wolter，彼得·库尔特（德语：Peter Kurth (Schauspieler)）饰），刑警、柏林警察局風紀科探長，一戰老兵。他用表面的和气与幽默来掩盖他勒索未登记妓女、谋杀他的搭档以及參與復辟君主製的企图，是第2季的主要反派。（第1–2季）
- 奥古斯特·本达（August Benda，马蒂亚斯·勃兰特饰），犹太裔德国社会民主党議員，领导柏林政治警察。作为一名坚定的犯罪调查者和魏瑪共和國忠实的捍卫者，他同时为保皇派、共产党和纳粹党所厌恶。多年来，他一直在调查一支违背凡尔赛条约而建立的秘密军队黑色国防军，并坚信只要这支军队不解散，共和制就岌岌可危，欧洲将陷入又一次世界大战的泥潭。（第1–2季）
- 格雷塔·奥弗贝克（Greta Overbeck，莱奥妮·贝内施饰），夏洛特的童年好友，本达议员家的女僕。在第2季的一段孽缘之后，她被迫卷入了一起在本达议员家中暗藏炸弹进行刺杀的阴谋中。（第1–3季）
- 斯韦特兰娜·索罗金娜女伯爵（Svetlana Sorokina，塞韦丽娅·亚努绍斯凯特（英语：Severija Janušauskaitė）饰）／尼科洛斯（Nikoros），原俄羅斯帝國流亡者，舞厅的异装歌者，苏联秘密警察安插進“紅色堡壘”組織的间谍。她同时是托洛斯基主义者领袖阿列克谢·卡达科夫和右翼企业家阿尔弗雷德·尼森的情人。（第1–2季；第3季常设）
- 阿列克谢·卡达科夫（Alexei Kardakov，伊万·什韦多夫（英语：Ivan Shvedoff）饰），舞厅的小提琴手、本克夫人家的前租客、斯韦特兰娜·索罗金娜的戀人。一名反斯大林主义左翼的蘇俄流亡者、托洛茨基主义信徒、柏林一个第四國際组织“紅色堡壘”的领袖；堅持革命的理想而數次在死亡線上徘徊。（第1季；第2季客座）
- 黑尔嘉·拉特（Helga Rath，汉娜·赫茨施普龙（德语：Hannah Herzsprung）饰），格里安十几年来的的情人，同時也是在大战中失踪的哥哥的妻子。（第2–3季；第1季客座）
- 阿尔弗雷德·尼森（Alfred Nyssen，拉爾斯·艾丁格饰），一名右翼保守派圈子的軍工企業家，參與密谋推翻共和國、拥护威廉二世复辟的自由軍團成员。他在与本达议员的对话中表示：共和制是个错误，君主制不再是德国的耻辱；本达則反駁尼森及其同党都是反对德国民主体制的保皇派和反犹主义者。他熱衷於投機生意並一直堅信大蕭條即將到來。（第2–3季；第1季常设）
- 奥伯斯特·文特上校（Oberst Wendt，本诺·菲尔曼饰），興登堡總統的親信秘書，接替本達的柏林警局政治警察頭目，右翼人士。暗中與納粹黨有聯繫，策劃了一系列顛覆共和國體制的陰謀，是第3季的主要反派。（第3季；第1–2季常设）
- 埃德加·卡萨比安（Edgar Kasabian，米舍尔·马蒂切维茨（英语：Mišel Matičević）饰）／“亚美尼亚人”（„Der Armenier“），舞厅衣着考究的主人，柏林犯罪组织头目，亦是施密特博士的朋友。他无情但有原则，声称自己可以“支使警察”，不断利用恐吓和勒索达成自己的目的。出于自身的考虑，他扮演了格里安暗中保护者的角色。（第3季；第1–2季常设）
- 沃尔特·魏因特劳布（Walter Weintraub，罗纳德·策尔费尔德（德语：Ronald Zehrfeld）饰），“亚美尼亚人”从狱中归来的神秘而无情的伙伴。（第3季）
- 埃丝特·卡萨比安（Esther Kasabian，梅蕾特·贝克尔（德语：Meret Becker）饰），嫁给“亚美尼亚人”的前女演员，她梦想重返演艺圈并与她所爱的男人和解。（第3季）

- 瓦爾特·施滕納斯（Walther Stennes，漢諾·可夫拉（德语：Hanno Koffler）饰）原黑色國防軍成員，納粹衝鋒隊隊長。（第3–4季；）

### 常设
- 斯蒂凡·耶尼克（Stephan Jänicke，安东·冯·卢克（德语：Anton von Lucke）饰），柏林警局的年轻探员，受本达议员之命监视沃尔特与黑色国防军的联系。由於父母是聾啞人的緣故，他精通唇語，能遠距離觀察他人的口型來獲取談話內容。他一直愛慕著夏洛特。（第1季）
- 弗朗兹·克拉耶夫斯基（Franz Krajewski，亨宁·佩克（德语：Henning Peker）饰），吸毒者，充当警方线人。从一战战场归来后，由于患有创伤后应激障碍（PTSD）对枪战反应太大而被警局解雇。（第1季）
- 伊丽莎白·本克（Elisabeth Behnke，弗莉齐·哈伯兰特（德语：Fritzi Haberlandt）饰），布鲁诺·沃尔特的好友，苦命的战争遺孀，格里安的女房东。有暗示她是其丈夫战友沃尔特的情人。
- 塞缪尔·卡特尔巴赫（Samuel Katelbach，卡尔·马克维奇饰），奥地利籍《世界舞台》雜誌社记者，本克夫人的另一名租客。他根據格里安去蘇聯偵察拍攝的照片，將國防軍秘密重整军备的真相披露了出來，並因此遭到了納粹等右翼的迫害。
- 阿诺·施密特（Anno Schmidt，延斯·哈泽尔（德语：Jens Harzer）饰），醫學博士，专门研究一战老兵中PTSD患者的心理学家。他坚信PTSD可以被治疗，引来了医学界主流和大众的嘲笑，他们认为他的病人都不过是逃避战争的懦夫。有暗示他改善了包括埃德加在内的许多病人的生活，也曾暗中多次对格里安施以援手。
- 威廉·泽格斯少将（Wilhelm Seegers，厄恩斯特·施特茨纳（德语：Ernst Stötzner）饰），保皇派少将、威瑪防衛軍部隊局要員，沃尔特一战时的指揮官。通过苏联提供的的秘密军事基地和军备工厂，他秘密为德国建立了一支庞大的现代化军队。即使他违背凡尔赛条约的行为被时任德国总统保罗·冯·兴登堡和“半个帝国议会”所知晓、默许，他仍不断暗中清除企圖調查他的秘密活动的记者和警员。他主导策划了一起推翻共和制、打壓迫害反對派、協助威廉二世复辟的政變，是前两季的主要反派。（第1–2季；第3季客座）
- 弗尔克医生（Völcker，耶迪斯·特里贝尔（德语：Jördis Triebel）饰），克罗伊茨贝格区贫民窟的女医师。因免費為底層診病她被稱作“窮人大夫”，她也是德国共产党的高层。（第1–2季；第3季客座）
- 莱因霍尔德·格雷夫（Reinhold Gräf，克里斯蒂安·弗里德尔（德语：Christian Friedel）饰），柏林警察局的摄影师，与拉特合作密切。
- 特洛钦上校（Trochin，丹尼斯·亚历山德罗维奇·布尔加兹列夫（俄语：Бургазлиев, Денис Александрович）饰），上校軍銜的苏联外交官，斯大林的秘密警察成员。遵其上级指示，他不断策划着对柏林俄罗斯社区中真实与他臆想的反斯大林主义左翼人士的劫持、拷问和谋杀。在夏洛特的帮助下，格里安警探最终确定，柏林郊外发现的萬人塚中被机关枪扫射致死的十五名托洛茨基主义者，以及第十六名被劫持並拷问致死後抛尸于运河中的托洛茨基主义者，都与特洛钦和苏联大使馆有关。本达议员凭借有关证据对特洛钦进行了勒索。尽管特洛钦及其手下有对德国诉讼的外交豁免權，但他一旦暴露仍无法免于回國後接受內務部的拷问和处决。于是，特洛钦夜晚潜入办公室，窃取了黑色国防军与苏联勾结的证据并交給了拉特和本达。作為交換，随后特洛钦手下被释放。（第1–2季）
- 卡尔·策吉贝尔（Karl Zörgiebel，托马斯·蒂梅（德语：Thomas Thieme）饰），威严的柏林警察局长、科隆前警察局长。
- 托尼·里特（Toni Ritter，伊蕾内·贝姆（德语：Irene Böhm）饰），夏洛特的妹妹。
- 莫里茨·拉特（Moritz Rath，伊沃·皮茨克（德语：Ivo Pietzcker）饰），格里安之侄，黑尔嘉之子，他的好奇心使他陷入了困境。（第2–3季）
- 厄恩斯特·格纳特（德语：Ernst Gennat）（乌多·扎梅尔（德语：Udo Samel）饰），柏林凶杀案部门的严厉而善良的负责人，基于历史上柏林刑警真正的负责人创作。（第3季；第2季客座）
- 莱奥波德·乌尔里希（Leopold Ullrich，卢克·法伊特（德语：Luc Feit）饰），关注细节的警方分析员。（第3季；第2季客座）
- 汉斯·里顿（特里斯坦·皮特（德语：Trystan Pütter）饰），对格雷塔的案子感兴趣的公益律师，基于历史上一位真实律师创作。（第3季）
- 亨宁（索斯滕·默滕（德语：Thorsten Merten）饰）与切尔文斯基一同在拉特手下工作的凶杀案调查员。（第3季；第1–2季客座）
- 切尔文斯基（Czerwinski，吕迪格·克林克（德语：Rüdiger Klink）饰）与亨宁一同在拉特手下工作的凶杀案调查员。（第3季；第1–2季客座）
- 威廉·伯姆（Wilhelm Böhm，戈德哈德·吉泽（德语：Godehard Giese）饰），经常与拉特和里特发生冲突的高级别凶杀案警探。（第3季；第1–2季客座）
- 玛丽-路易丝·泽格斯（Marie-Luise Seegers，萨斯基亚·罗森达尔饰）一名与父亲泽格斯将军意见相左的共产主义者、法学生。（第3季）
- 特里斯坦·罗特（Tristan Rot，萨宾·灿布雷亚（羅馬尼亞語：Sabin Tambrea）饰），又名赫伯特·普林佩（Herbert Plumpe），的鳏夫，一位对神秘学感兴趣的剧情片演员。（第3季）
- 奥托·沃伦贝格（Otto Wollenberg，尤利乌斯·费尔德迈耶（德语：Julius Feldmeier）饰）／霍斯特·威塞尔，弗里茨之友，有着邪恶的意图。（第3季；第1–2季客座）
- 弗里茨·赫克特（Fritz Hockert，雅各布·马辰茨（德语：Jacob Matschenz）饰）／里夏德·佩希特曼（Richard Pechtmann），奥托之友，有着邪恶的意图。（第3季；第1–2季客座）
- 贝拉·格罗斯托尼（Bela Grosztony，亚历山大·赫比（德语：Alexander Hörbe）饰），犯罪组织人物。（第3季）
- 埃德温娜·莫雷尔（Edwina Morell，勒皮兹特拉（英语：Le Pustra）饰），夜总会的神秘老板。（第3季）

## 制作

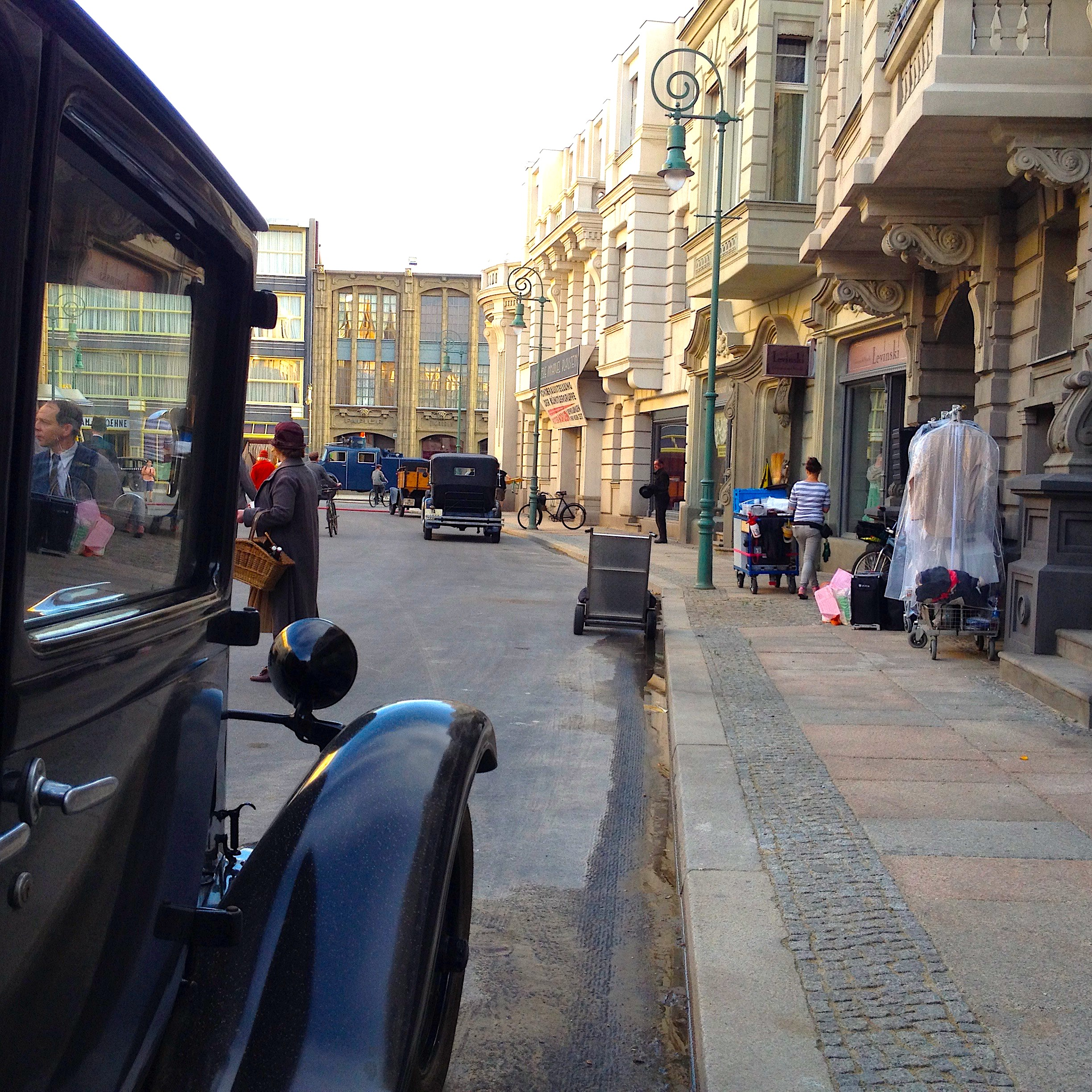
2016年，《巴比伦柏林》在巴貝爾斯堡攝影棚的城市外景制作

### 发展
该系列由汤姆·提克威尔、亨德里克·汉德勒格滕和阿希姆·冯·博里斯联合执导，后者也编写了剧本。前两季的16集由提克威尔、冯·博里斯和汉德勒格滕改编自福尔克尔·库切尔的2008年的小说《潮湿的鱼》（Der nasse Fisch），并于2016年5月起拍摄了8个月。
德国公共广播公司ARD和付费频道天空卫视共同制作了该剧，这是两者德国电视史上的首次合作。根据协议，天空卫视首先播出了该剧，ARD于2018年9月30日开始通过免费电视播出。Netflix购买了美国、加拿大和澳大利亚的播放权，该剧集于2018年在这些地方推出，提供英文配音和字幕。
该系列被称为德国最昂贵的电视剧。由于重拍，开销从预算的4000万欧元增加到了5500万欧元（当年合6081.38万美元）。

#### 后续季度
《巴比伦柏林》第3季从2018年底到2019年5月拍摄了6个月。在2019年12月举行的第32届欧洲电影奖上，制作人阿希姆·冯·博里斯、亨德里克·汉德勒格滕和汤姆·提克威尔表示，第3季正在后期制作中，并有推出第4季的计划。
第3季大体上根据福尔克尔·库切尔的格里安·拉特系列小说的第二部《沉默之死》（Der stumme Tod）展开。制作人们选择了偏离原始材料，以更好地聚焦这一时期的社会和政治动荡，因为他们认为魏玛共和国经常被媒体和历史资料所忽视。第3季设定于1929年末黑色星期二股灾前后，讲述了颠覆势力黑色国防军和共产主义政治团体的崛起，以及有声电影的出现。
2020年10月，根据小说《戈德斯坦》（Goldstein）改编的第4季的策划和写作开始。拍摄从2021年初持续到9月，共拍摄129天，在贝尔斯堡摄影棚和柏林周边地区拍摄。第4季设定于1930年末和1931年初，并将于2022年首播。
《巴比伦柏林》的创作者在多次采访中表示，他们打算在1933年希特勒和纳粹掌权后结束该剧。虽然原作中每部小说对应一年，目前已经到了1938年，但该剧的各季并没有遵循这种模式，第1至3季都设定在1929年，第4季设定在1930至1931年。
汉德勒格滕曾表示：
|  | 我们决定一直制作到1933年……如果你把这部剧称为“巴比伦柏林”，那么它就该与一个特殊的城市的一段特殊时期有关。而这个特殊的时期，巴比伦时代，自由解放的时代，恰好在1933年结束。 |

冯·博里斯也说过类似的话：
|  | 我们总是说1933年就是结束了。如果有最后一季，那将是所谓“夺权”后的头几个月，然后是国会大厦火灾。国家社会主义者彻底颠覆了这个国家，以至于柏林的巴比伦人已经完蛋了。在那之后我们不想继续了。 |

### 时代
在《华尔街日报》的采访中，剧集的联合创作人汤姆·提克威尔如此评价那个时代：
|  | 现在人们不理解为什么魏瑪共和國所建立起的社会体制是显然无法存续的。我们对此很感兴趣，因为近年来民主的脆弱已经经受了严重考验……1929年之前，新的机会在产生。特别是在柏林这样充满新思想、新艺术、戏剧、音乐和新闻写作的劳动市场，女性有了更大的参与社会事务的可能性。 |

尽管如此，他坚持创作团队绝不会将魏瑪共和國理想化。
|  | 人们倾向于忽略那也是德国历史上相当艰难的一段时期的事实。贫穷广泛存在，战争的幸存者经受着战争创伤的折磨。 |

在第1季中，共产党人、苏联人，尤其是托洛茨基主义者扮演了重要角色（1923年至1930 年的苏联驻德国大使是托洛茨基的前盟友尼古拉·克列斯京斯基）。该剧描绘了后来被称为血腥五月的事件，即1929年5月上旬共产党示威者与柏林警察之间的暴力，以及由德国军队推动的法外准军事组织，即黑色国防军。在第一季中，似乎忠于斯大林主义的苏联驻柏林大使卷入了印刷厂对托洛茨基主义者的屠杀，他们被埋葬在城外的万人坑中。根据纳撒尼尔·弗拉金（Nathaniel Flakin）的说法，此事从未发生过。另一方面，纳粹党领袖阿道夫·希特勒只被《巴比伦柏林》前两季顺便提及。

### 取景
为制作此剧，巴貝爾斯堡攝影棚的城市外景得以扩建。这个永久布景被认为是欧洲最大的之一。该布景包括柏林各种经济阶层的社区的重现，以及Moka Efti夜总会的大型外饰。
此外，该系列在整个柏林和周边勃兰登堡州的其他地点拍摄。在历史悠久的亚历山大大楼前的亚历山大广场上拍摄了许多场景。曾经位于其正后方的警察总部和其他周围的建筑物在二战中被摧毁，但通过计算机模拟重建。柏林红色市政厅被用于大多数涉及警察总部外部的特写场景，因为它们的红砖外观和建筑风格非常相似。警察总部大厅的内部是在舍讷贝格市政厅拍摄的，包括帕特诺斯特电梯的场景，而位于同一栋大楼内优雅的拉茨克勒（Ratskeller）餐厅则在多个场景中被用作附近的阿辛格咖啡馆。警察总部的其他室内场景是在历史悠久的罗伯特·科赫中心拍摄的。
Moka Efti的内部场景是在柏林魏森塞湖的德尔福（Delphi）电影院拍摄的。位于柏林的“千吧”（Bar Tausend）在该剧中充当“荷兰人酒吧”（Holländer Bar）。在《三文钱的歌剧》的演出中设定的一个冗长的悬疑段落，是在历史悠久的造船工人剧院拍摄的，当时该剧实际上就是在该剧院上演的。位于普伦茨劳尔贝格的伊曼纽尔教堂被用于阿诺和黑尔嘉的婚礼场景。柏林阿斯卡尼亚-勃艮第天主教兄弟会的总部位于达勒姆的一栋别墅中，被用作议员本达及其家人的住所。 贝伦斯大厦的中庭被用作施密特医生的精神病诊所。历史悠久的前德意志银行大楼的内外在该剧中被用作许多地点，包括苏联大使馆的外部。因为在拍摄时这个建筑群是空的，所以它也被用作制片总部，并容纳了该剧的数千套服装。其他场景是在博物馆岛、赫尔曼广场站、 霍佩加滕赛马场和波茨坦哈弗爾河上的救贖主教堂拍摄的。
该系列的部分内容也在北莱茵-威斯特法伦拍摄。尼森家族庄园的场景是在莱茵兰的城堡龍岩堡拍摄的。科隆的莱茵工业博物馆被用作安哈尔特火车站。北杜伊斯堡景观公园是杜伊斯堡附近一家废弃的钢铁厂，被用作毗邻布鲁诺沃尔特公寓的工厂，其中发生了许多段落。
涉及蒸汽火车的场景是在巴伐利亚讷德林根附近的巴伐利亚铁路博物馆拍摄的。
第3季引入了许多新地点。柏林老市政厅作为柏林证券交易所的内外部。《速度报》的编辑部取景于其原址乌尔斯坦大楼。柏林上訴法院充当帝國國防部。“大咖啡馆”（Cafe Grosz）替代了毁于二战的历史悠久的罗曼尼什咖啡馆。特雷普托市政厅中的区议会大厅用作审判格雷塔的法庭。历史悠久的阿德隆别墅是二战前著名阿德龙饭店的经理路易斯·阿德龙的豪宅，其中的莱尼茨湖旅馆（Gästehaus am Lehnitzsee），被用作埃德加和艾丝特·卡萨比安的别墅。格里安和黑尔嘉公寓的外观是在柏林魏森塞湖的韦尔特长廊（Woelckpromenade）拍摄的。

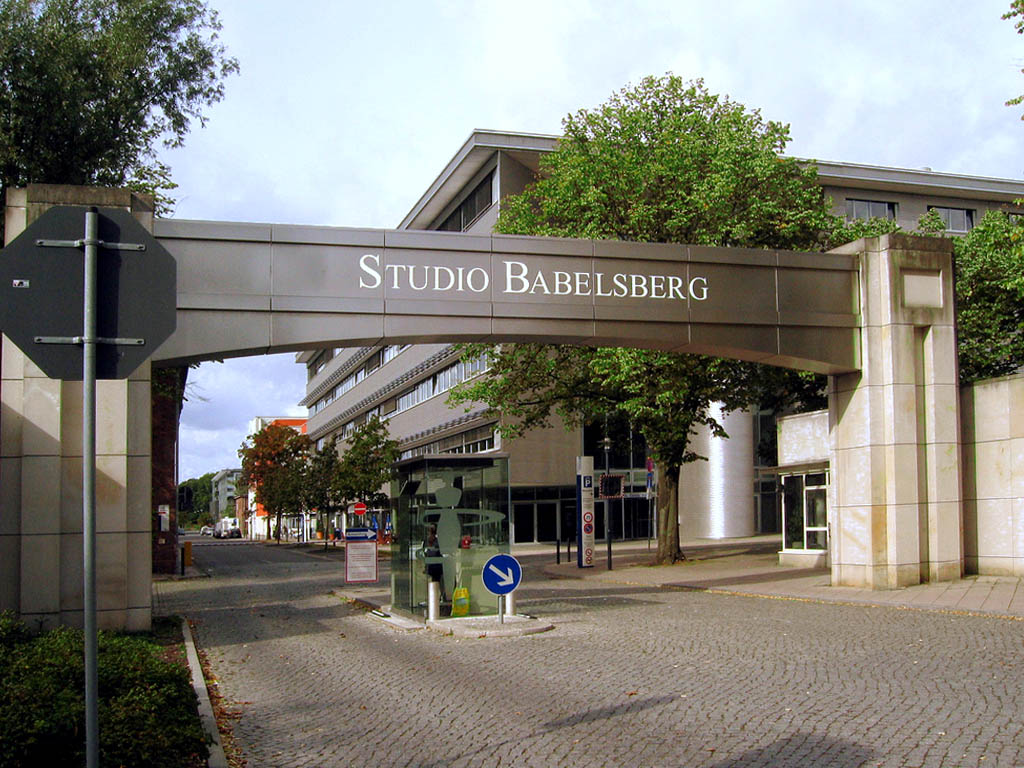
位于波茨坦的巴貝爾斯堡攝影棚
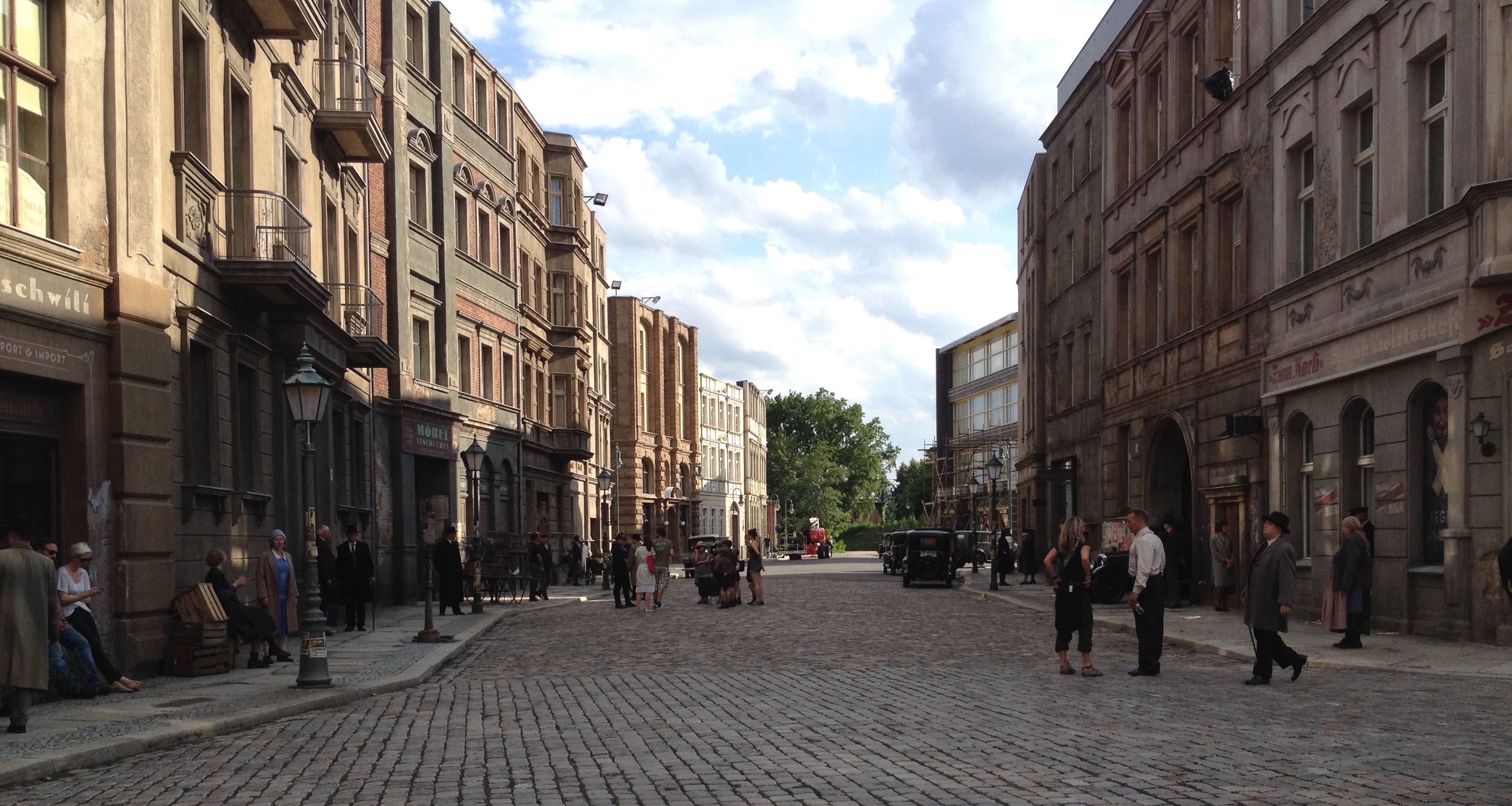
2016年在城市外景拍摄《巴比伦柏林》
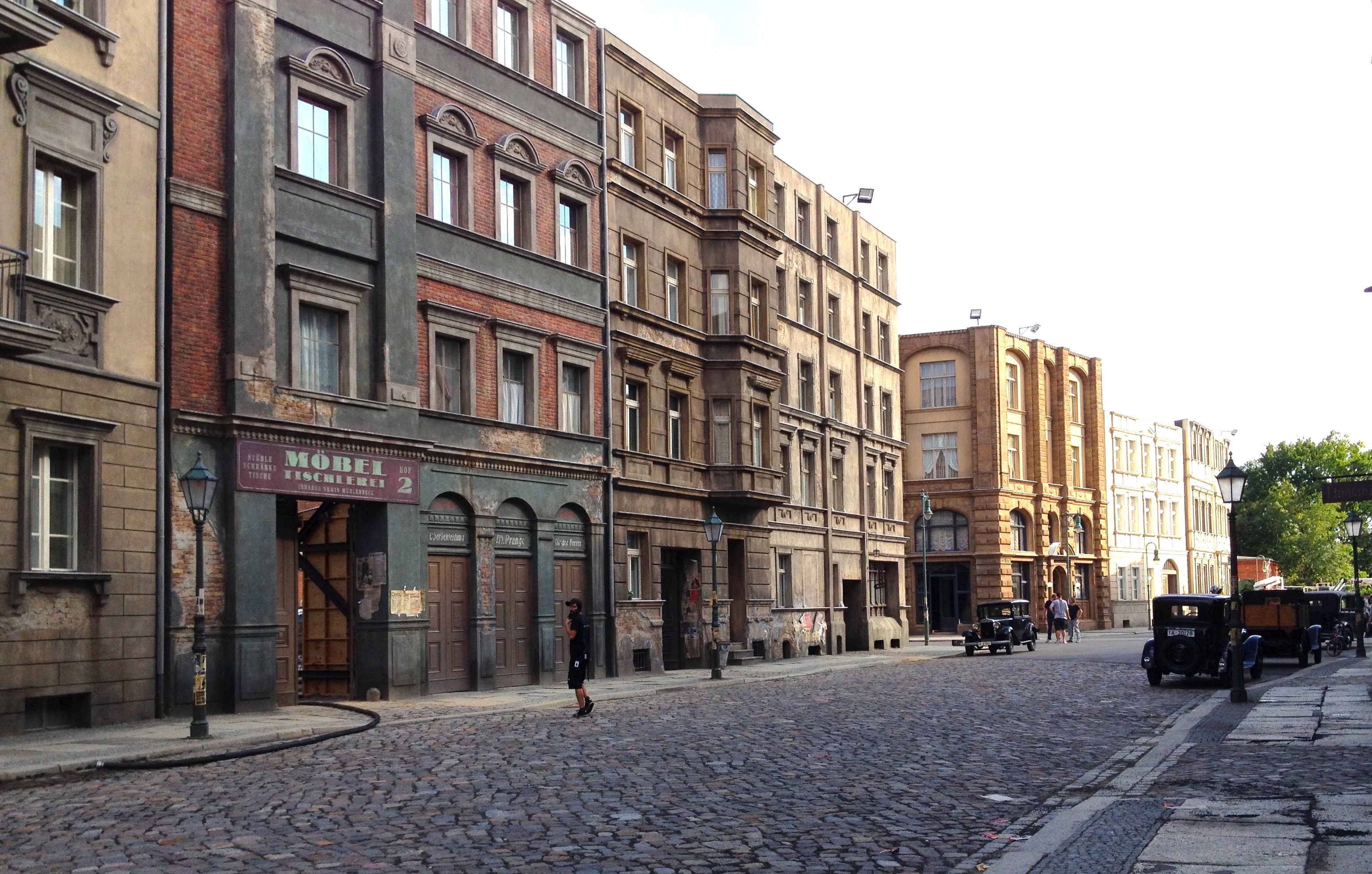
2016年在城市外景拍摄《巴比伦柏林》
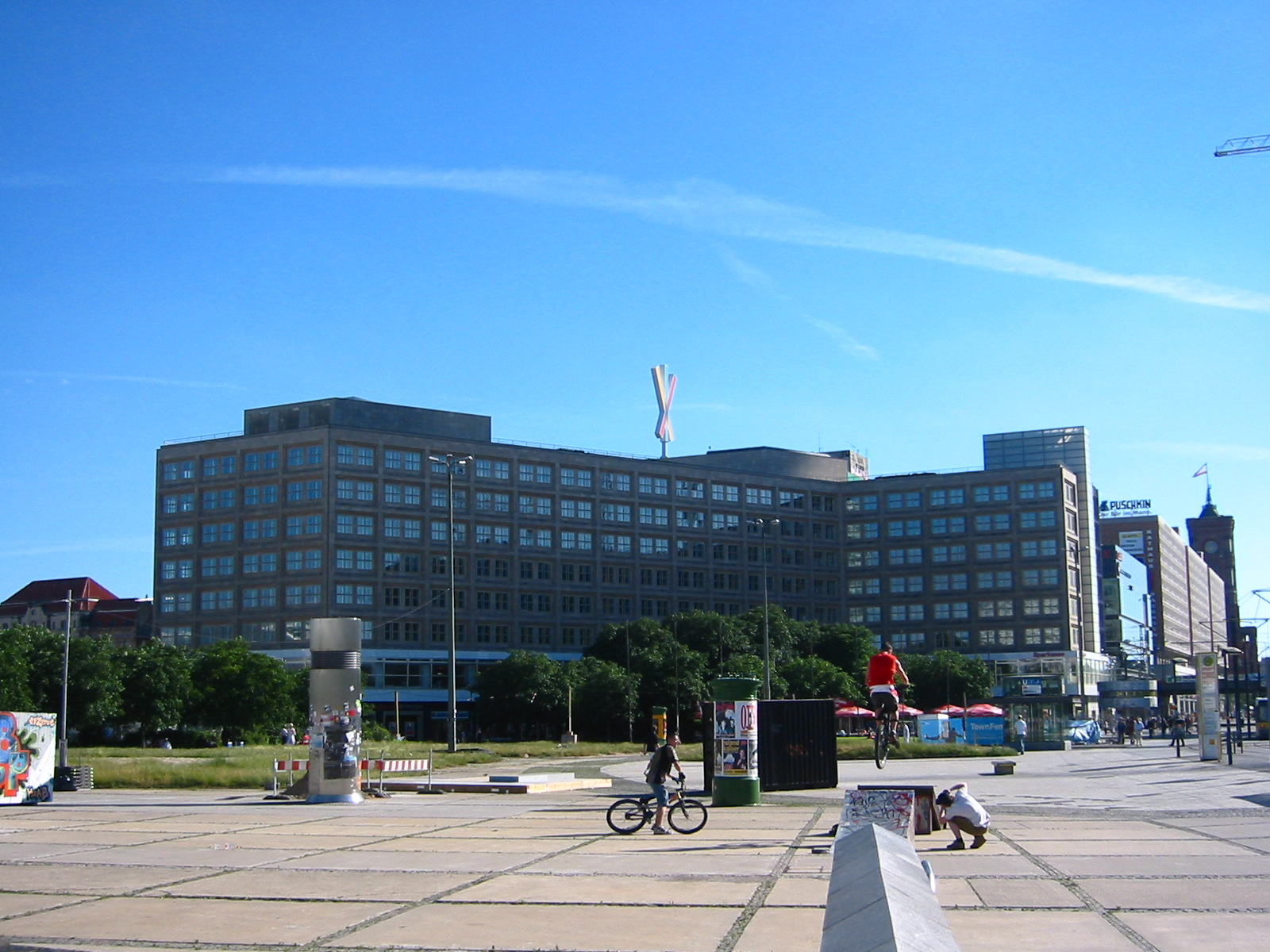
亚历山大大楼，位于亚历山大广场
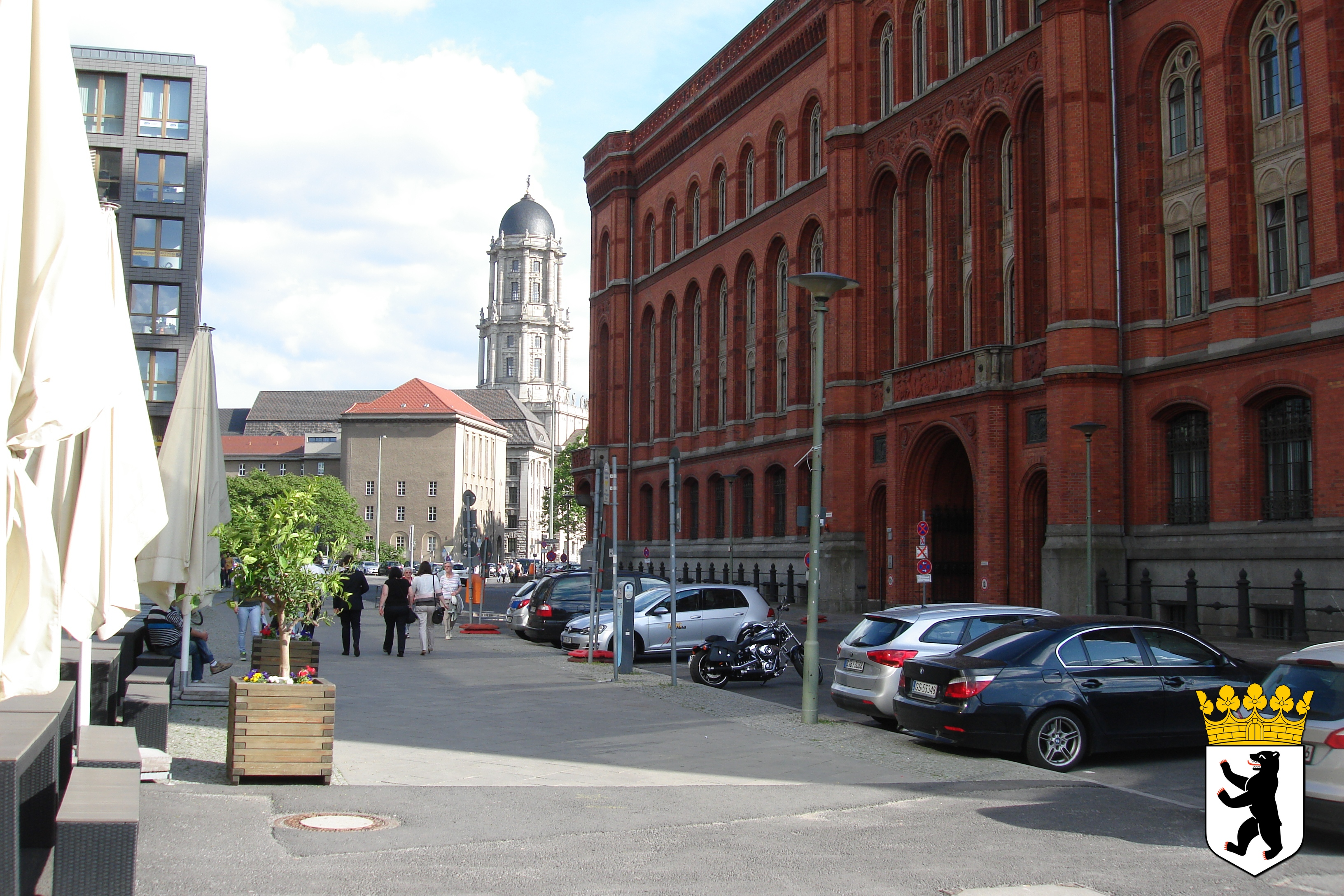
柏林市政厅的侧门，用作警察总部
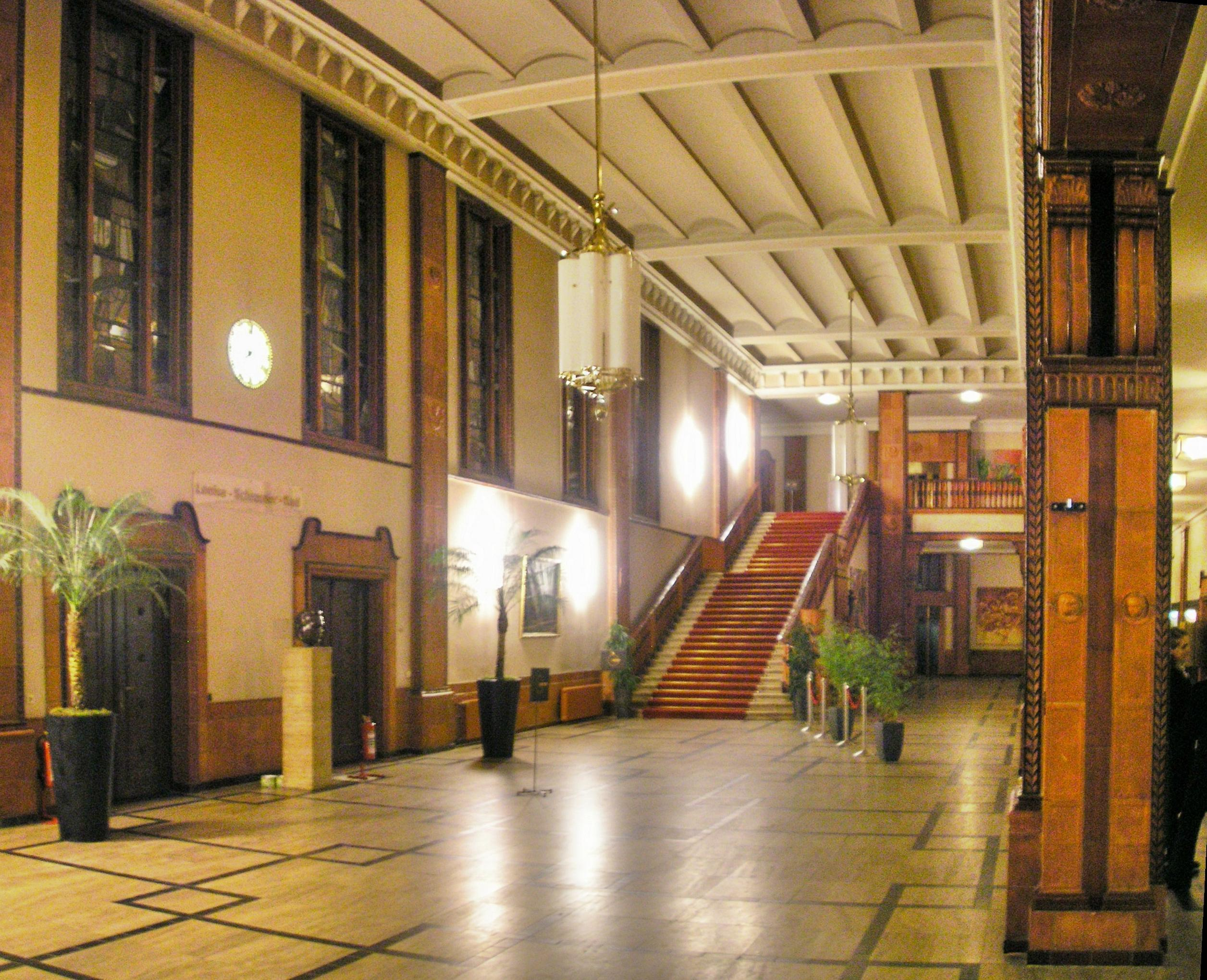
舍讷贝格市政厅的大厅，用作警察总部的大厅
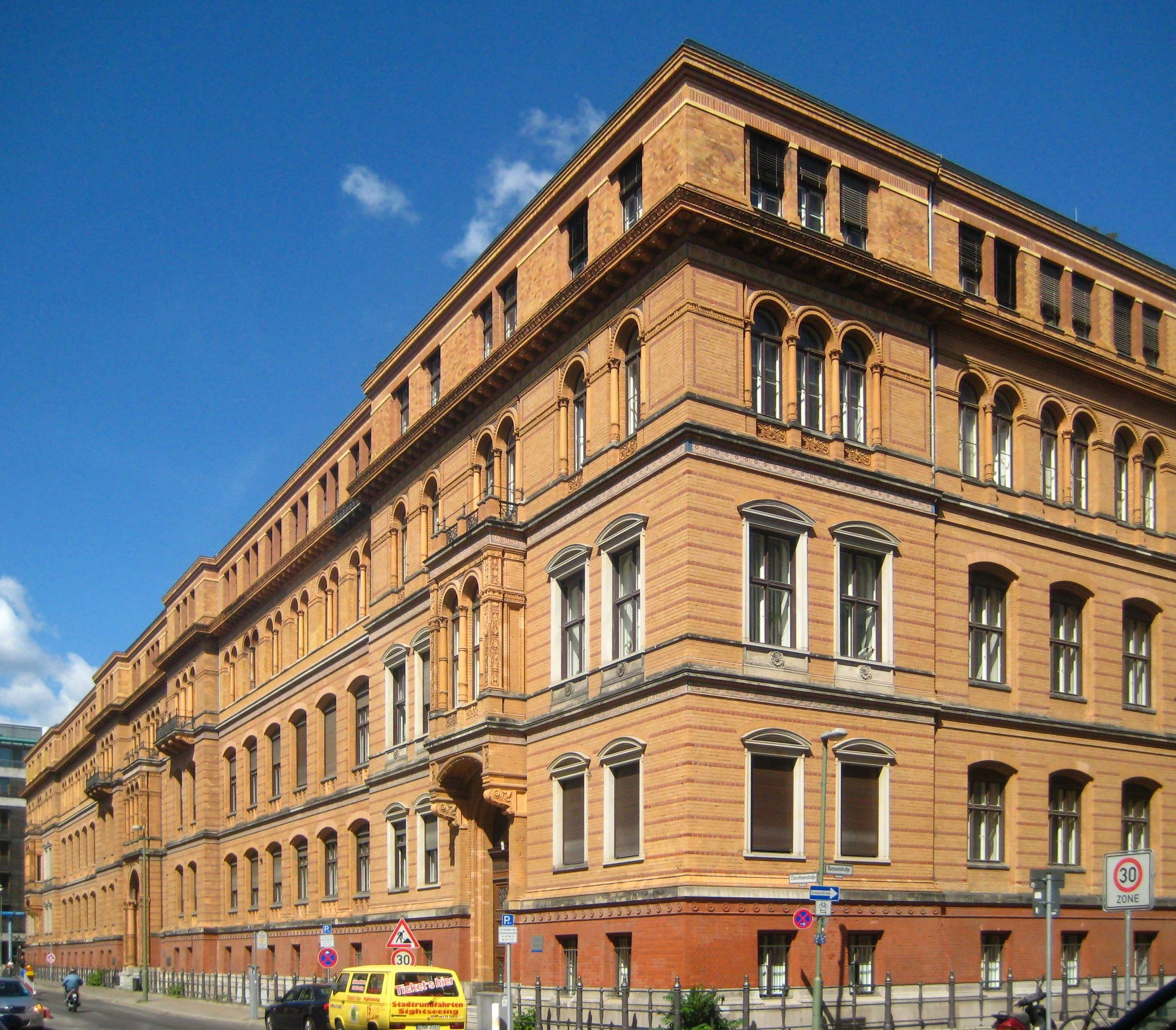
罗伯特·科赫中心，用于在警察总部设置的室内场景
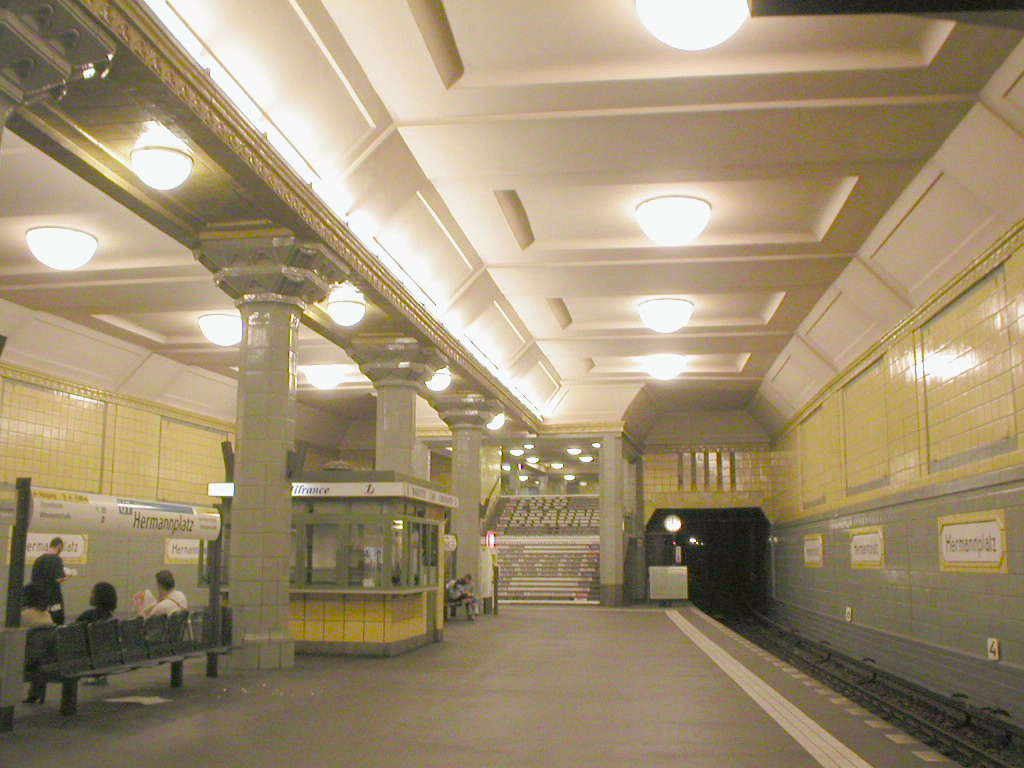
柏林新克尔恩赫尔曼广场站（德语：U-Bahnhof Hermannplatz）
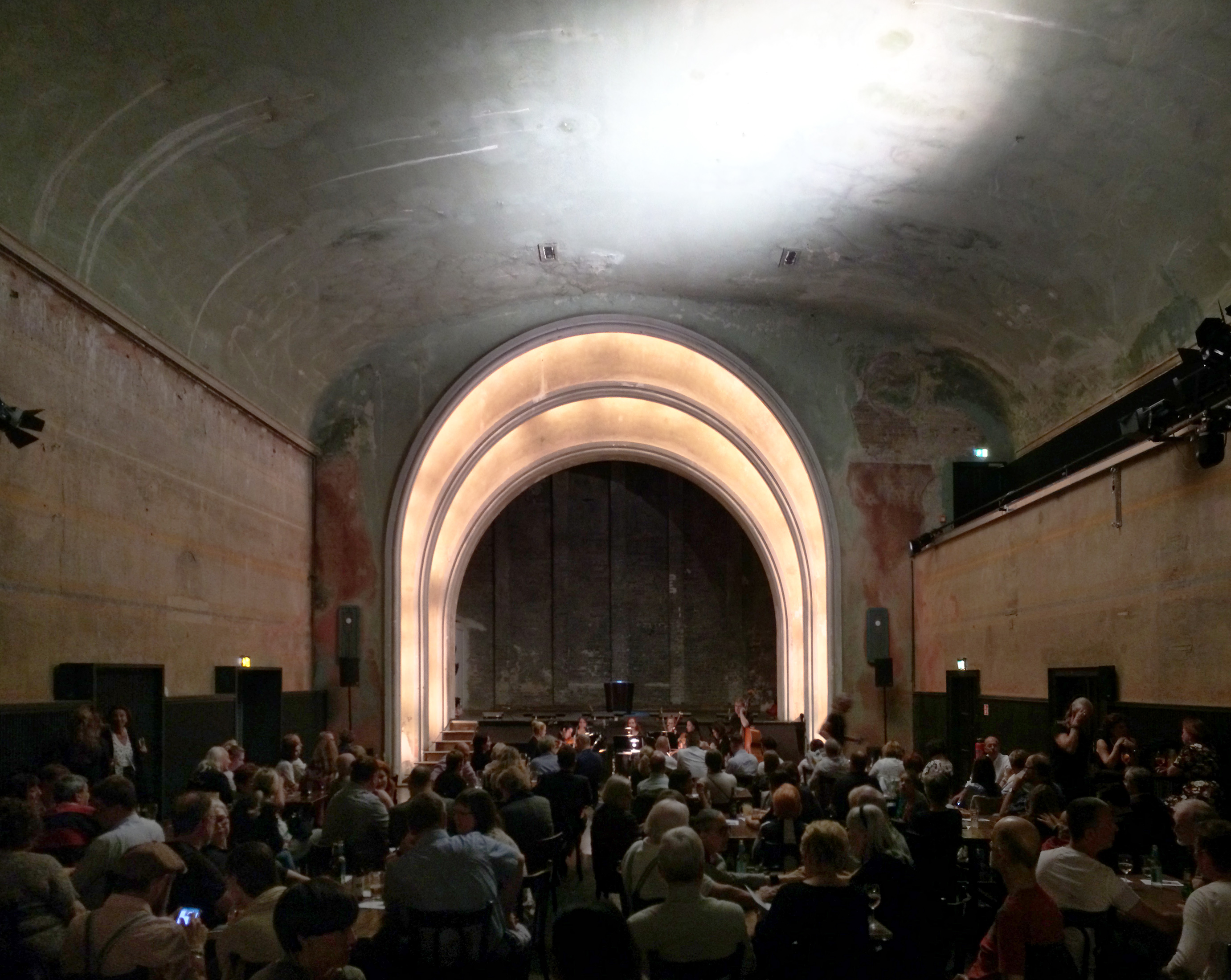
柏林魏森塞湖废弃的德尔福（Delphi）默片电影院，用作Moka Efti夜总会
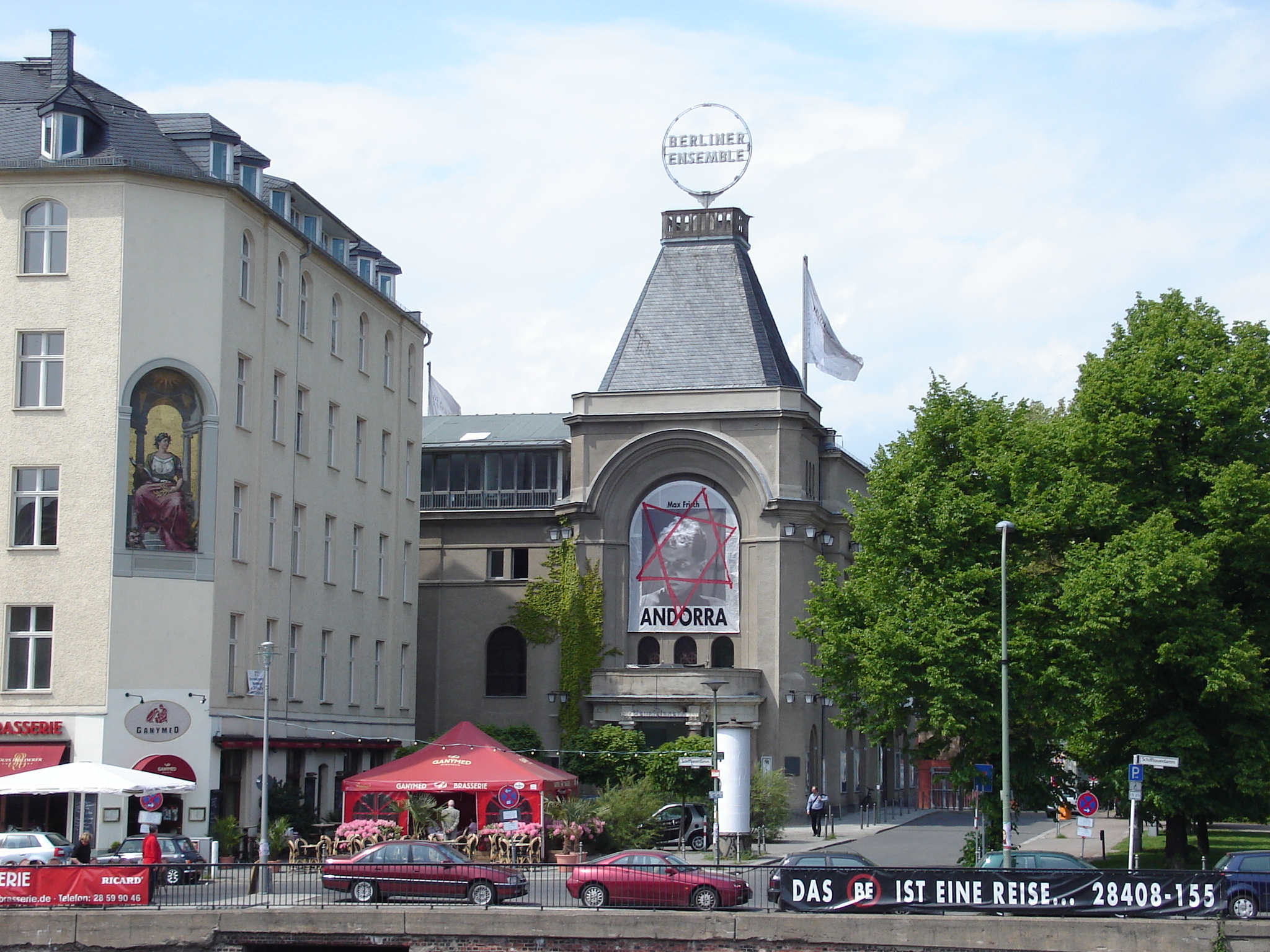
造船工人剧院，《三文钱的歌剧》序列的位置
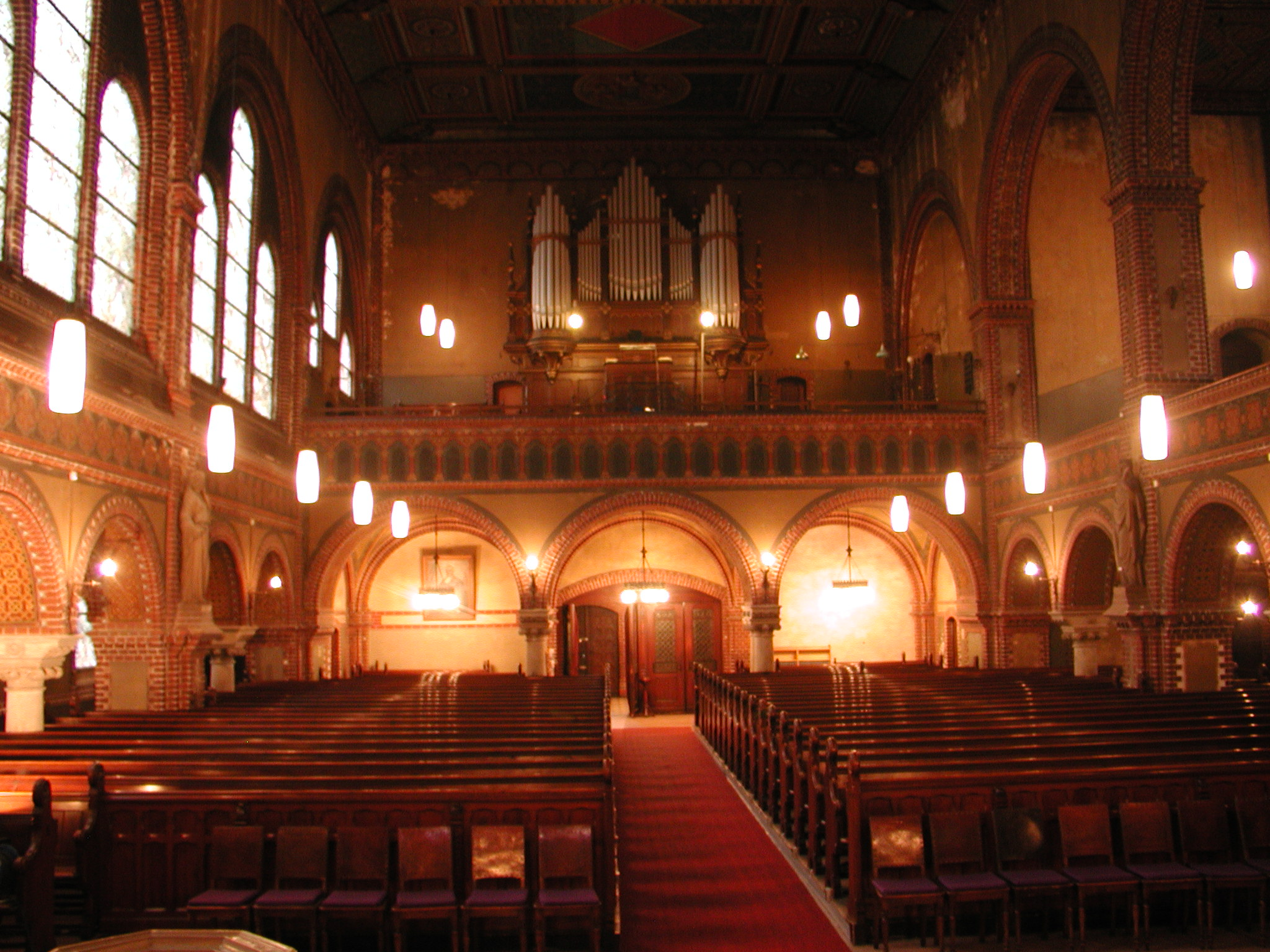
伊曼纽尔教堂的内部，用于阿诺和黑尔嘉的婚礼
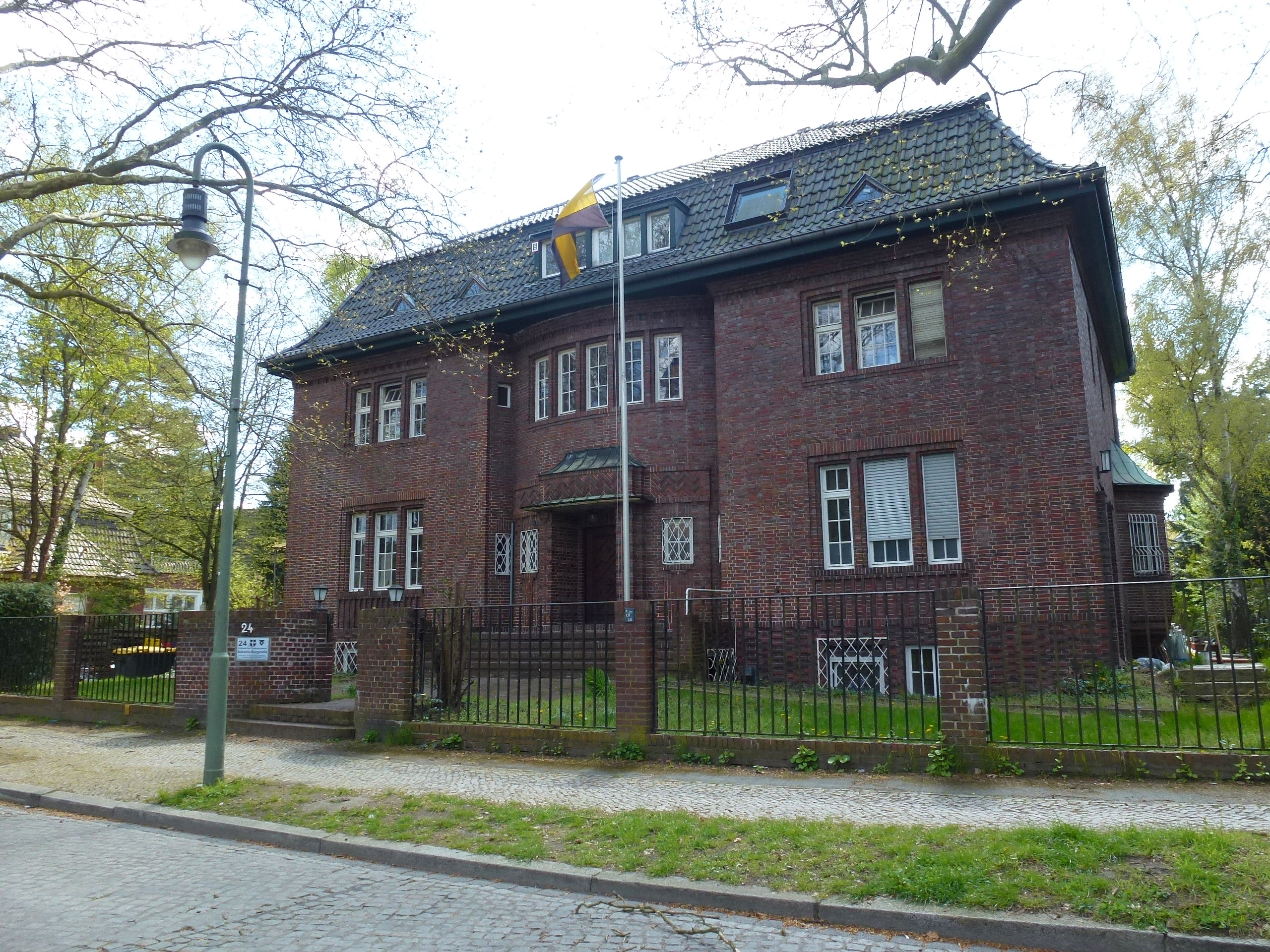
位于达勒姆的别墅用作本达住宅
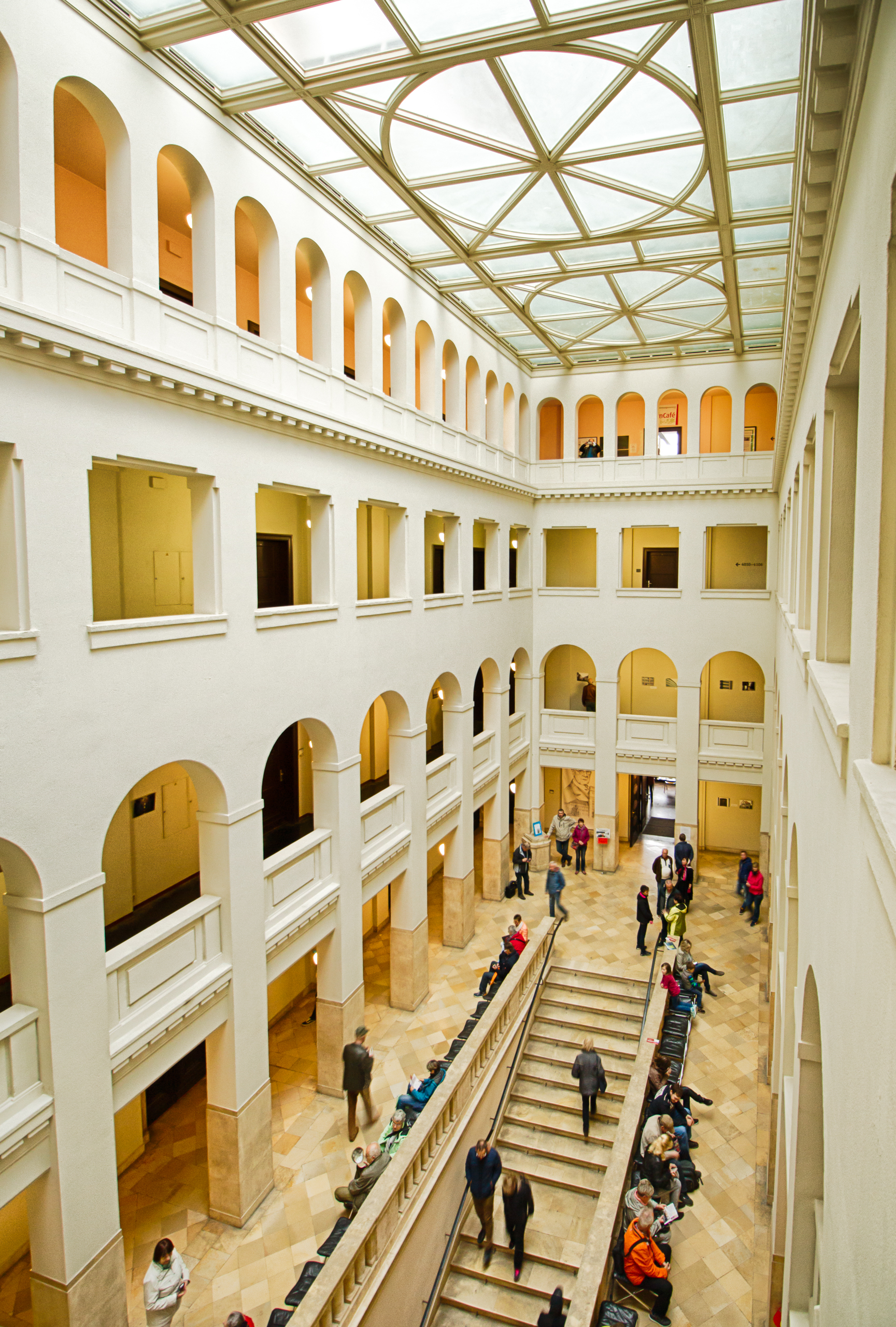
贝伦斯大厦的中庭，用作精神病诊所
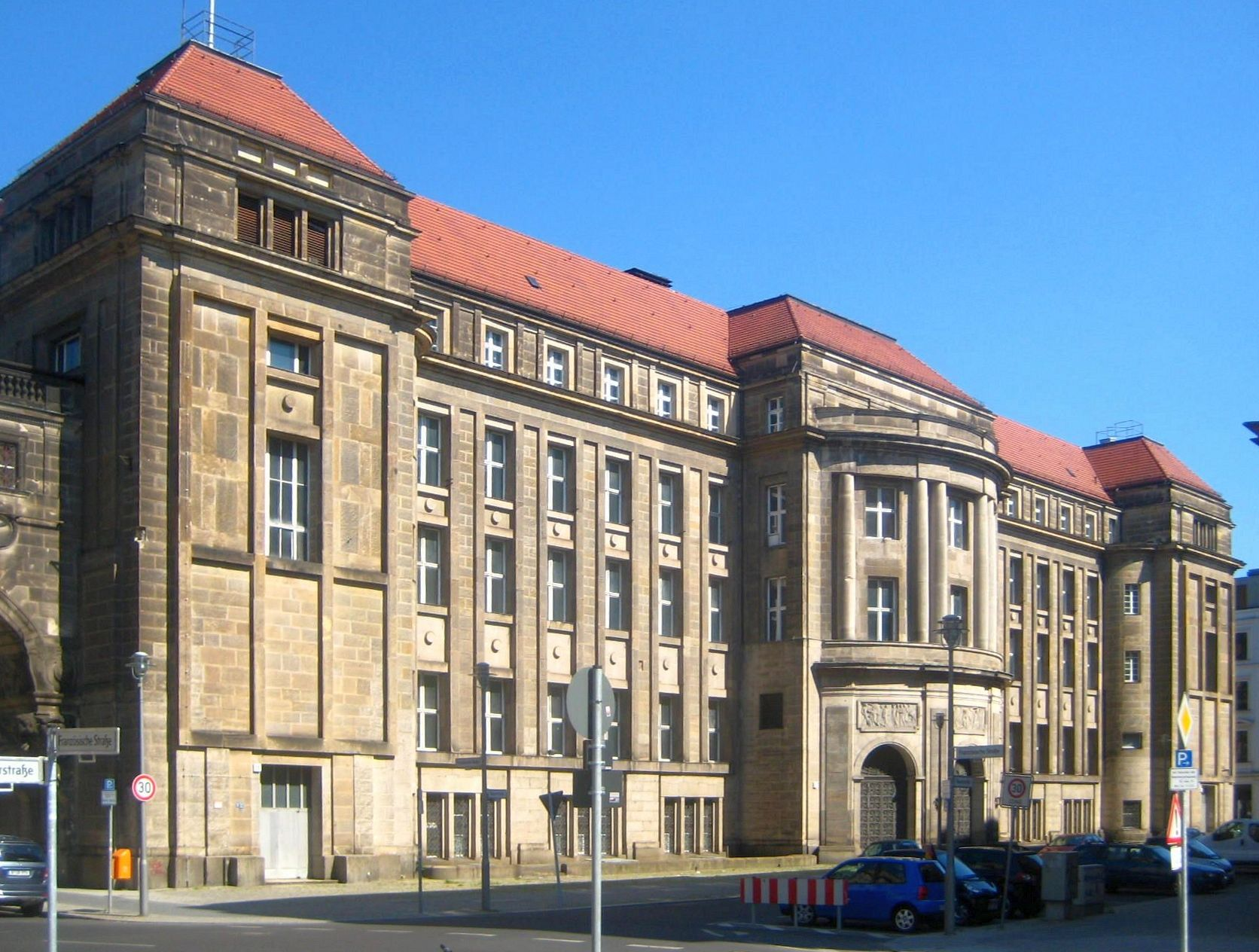
德意志银行前总部，用作苏联大使馆
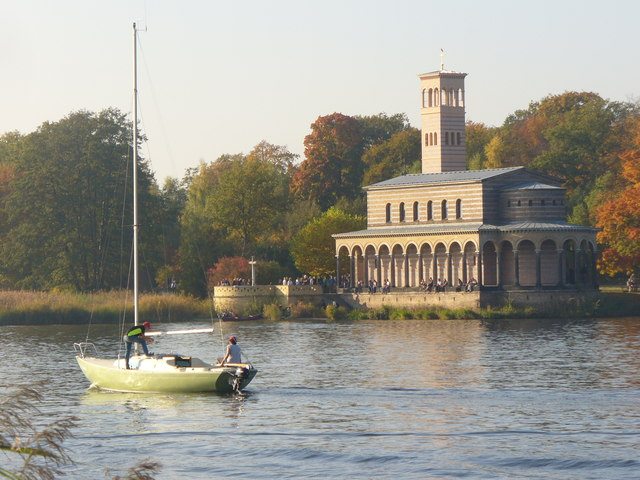
波茨坦哈弗爾河的救贖主教堂
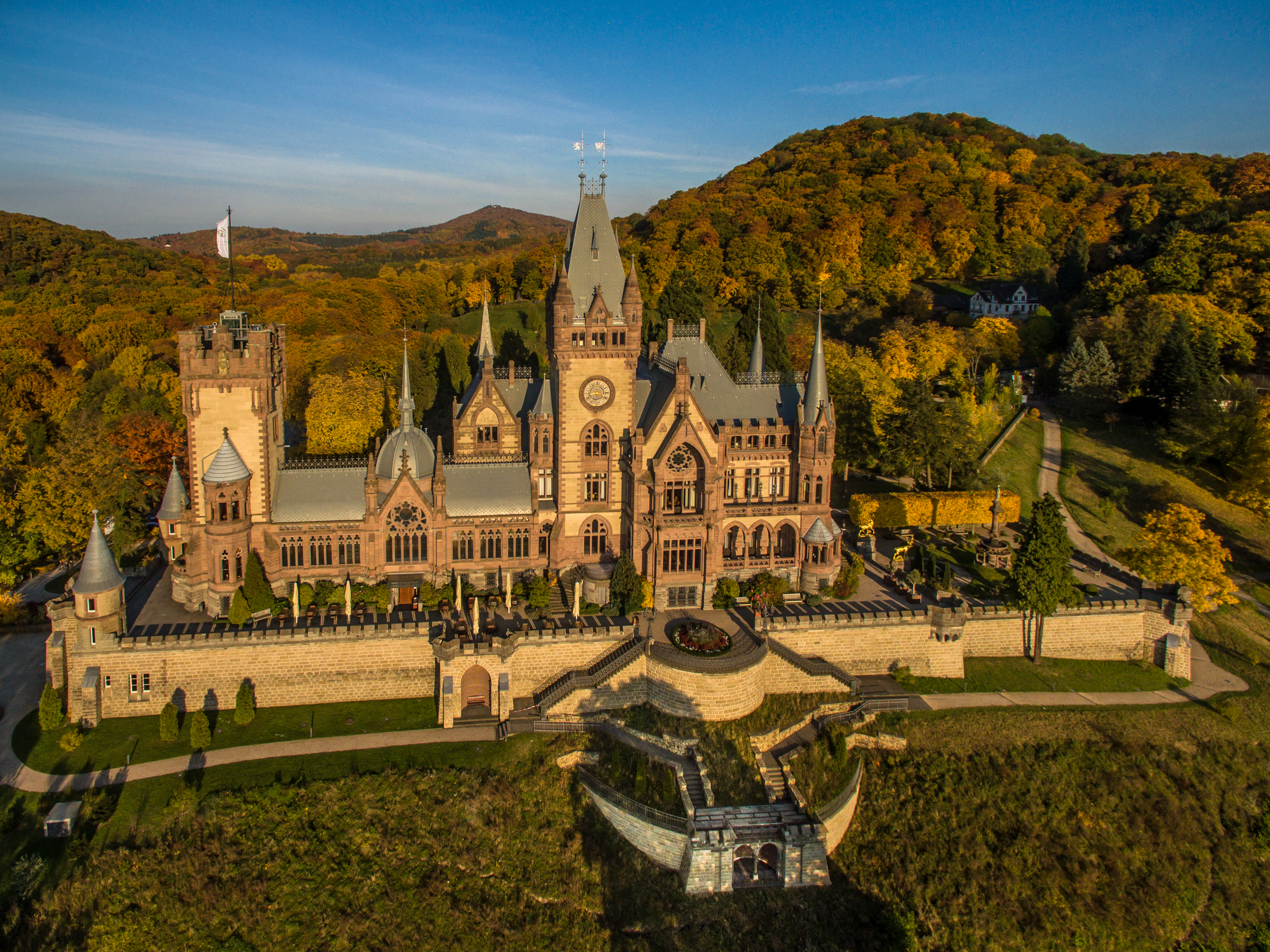
莱茵兰龍岩堡
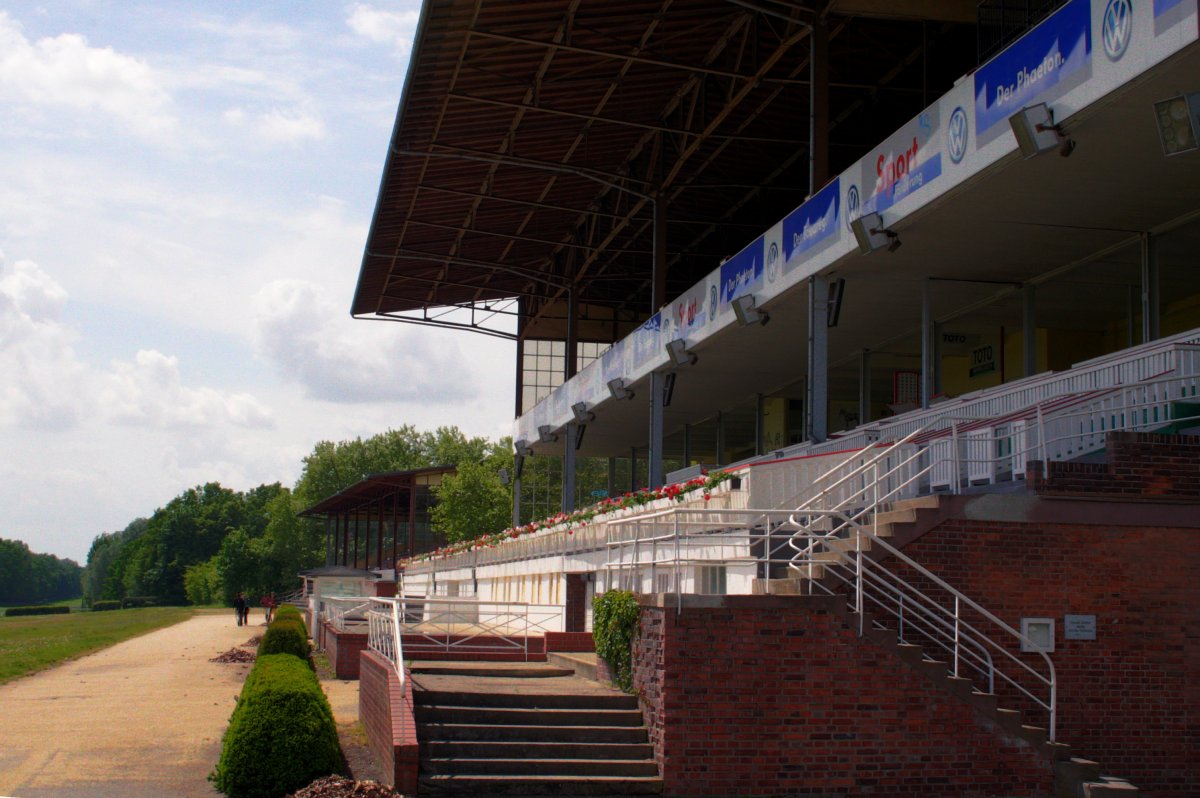
霍佩加滕赛马场
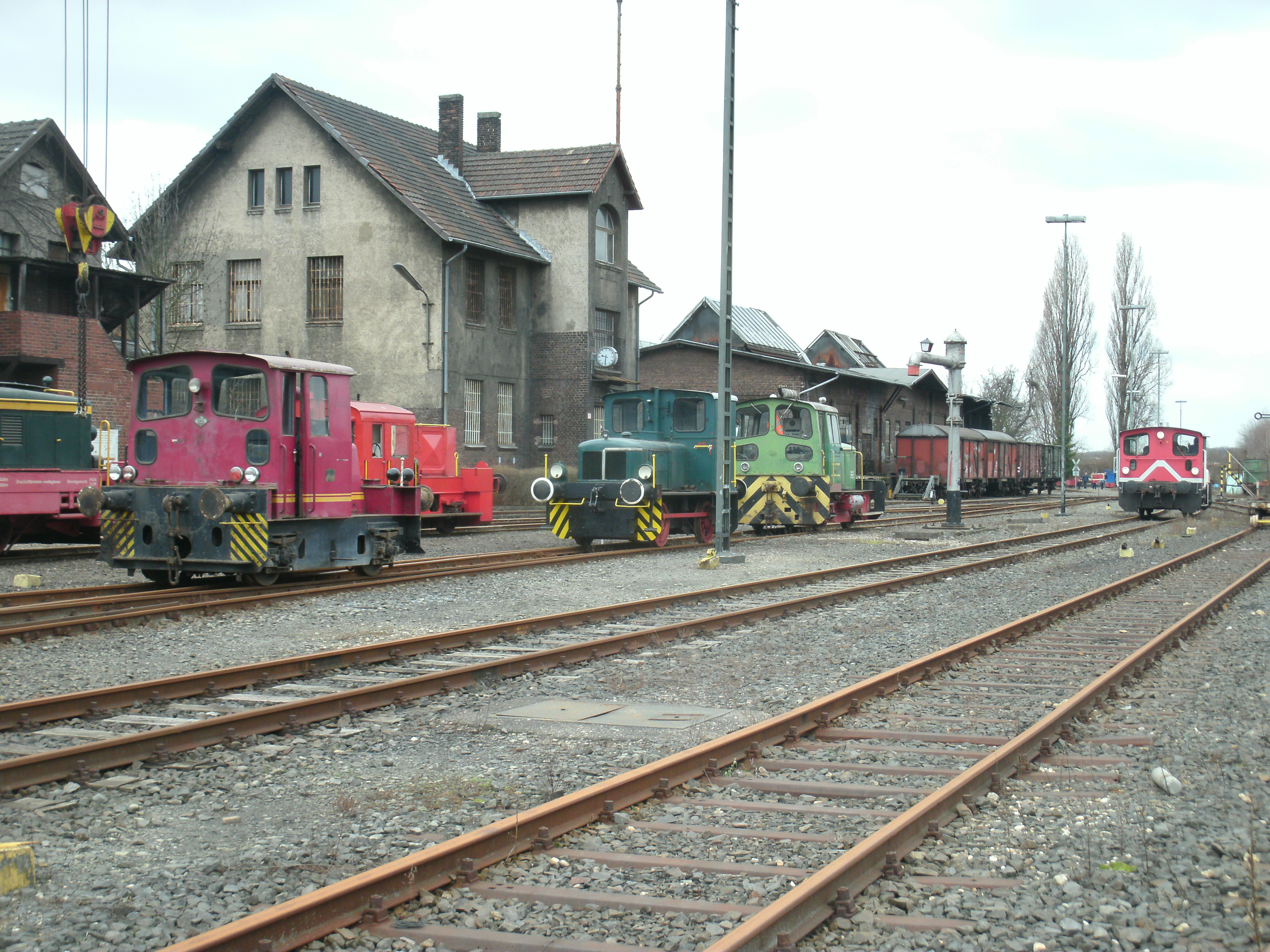
莱茵工业博物馆，用作安哈尔特火车站
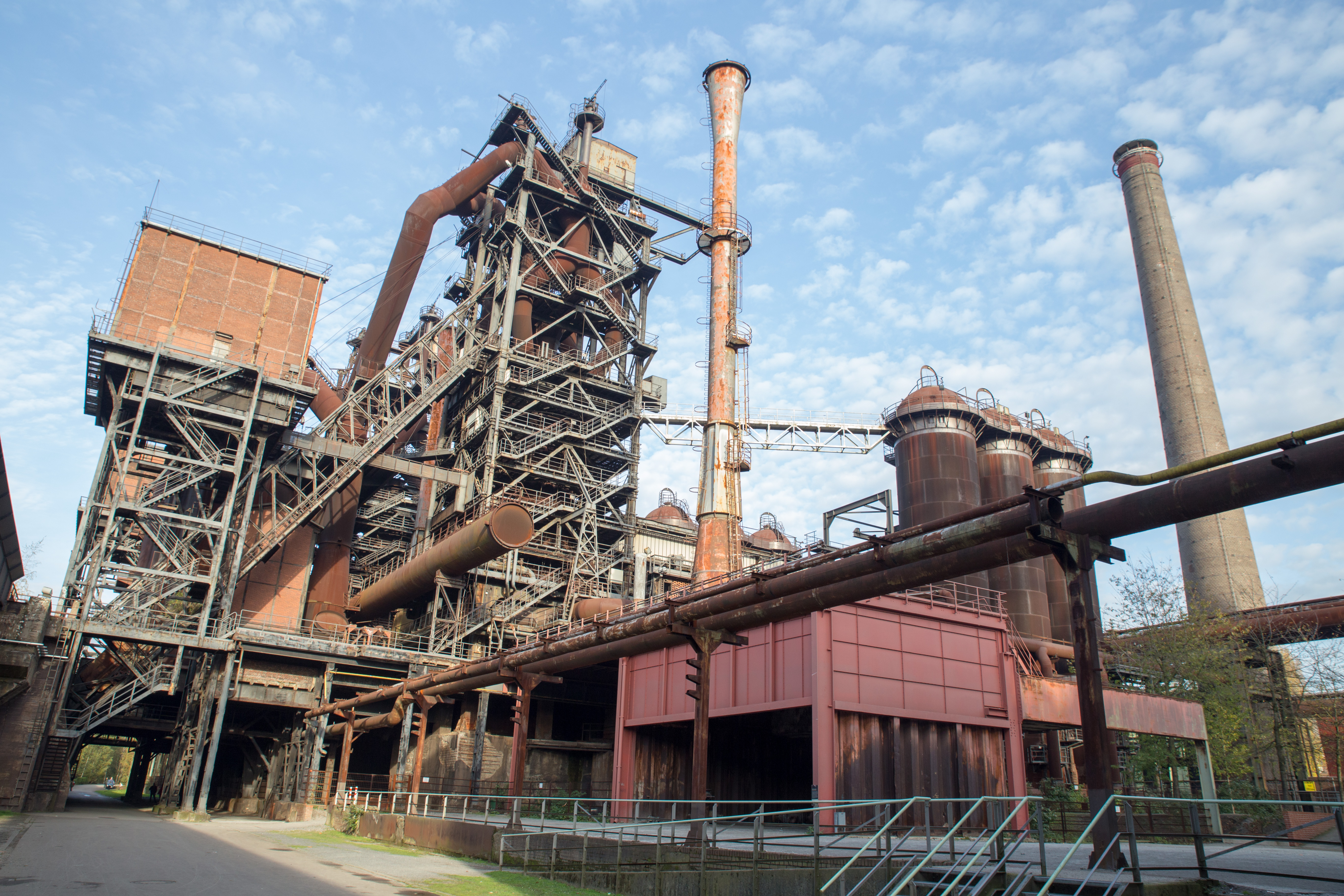
北杜伊斯堡景观公园
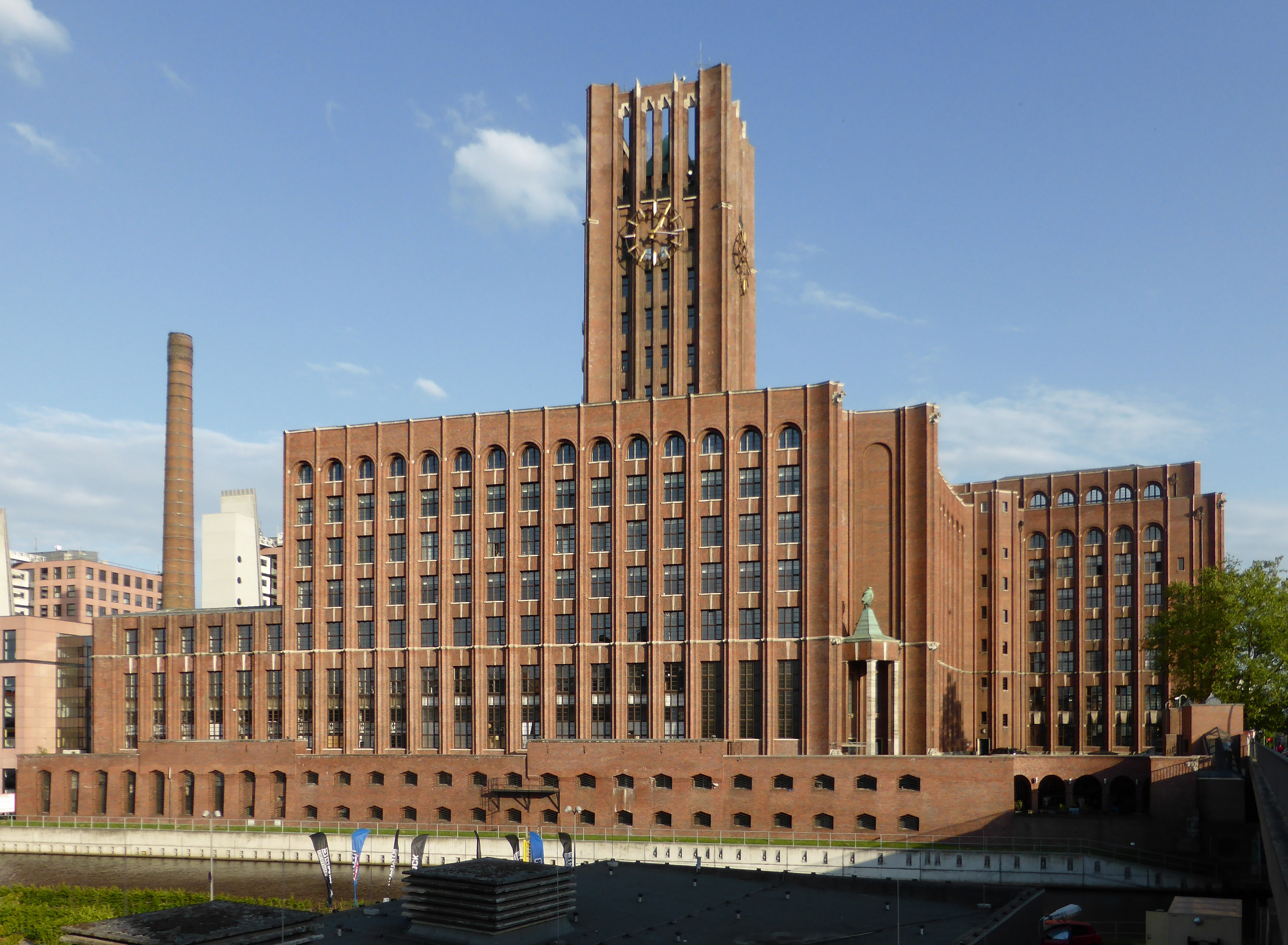
乌尔斯坦大楼（德语：Ullsteinhaus）在第3季中设有《速度报》的办公室
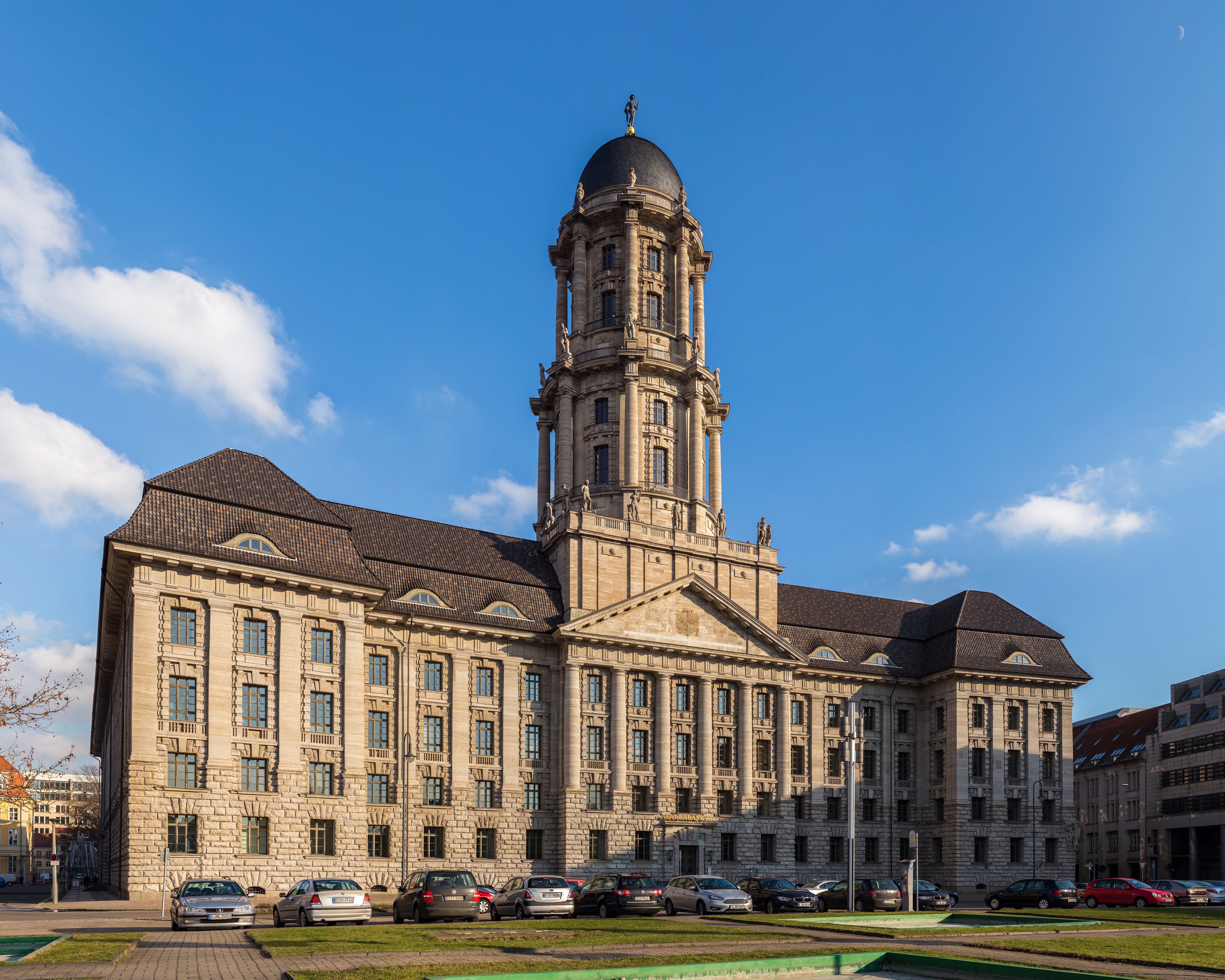
柏林的旧市政厅，在第3季中用作证券交易所
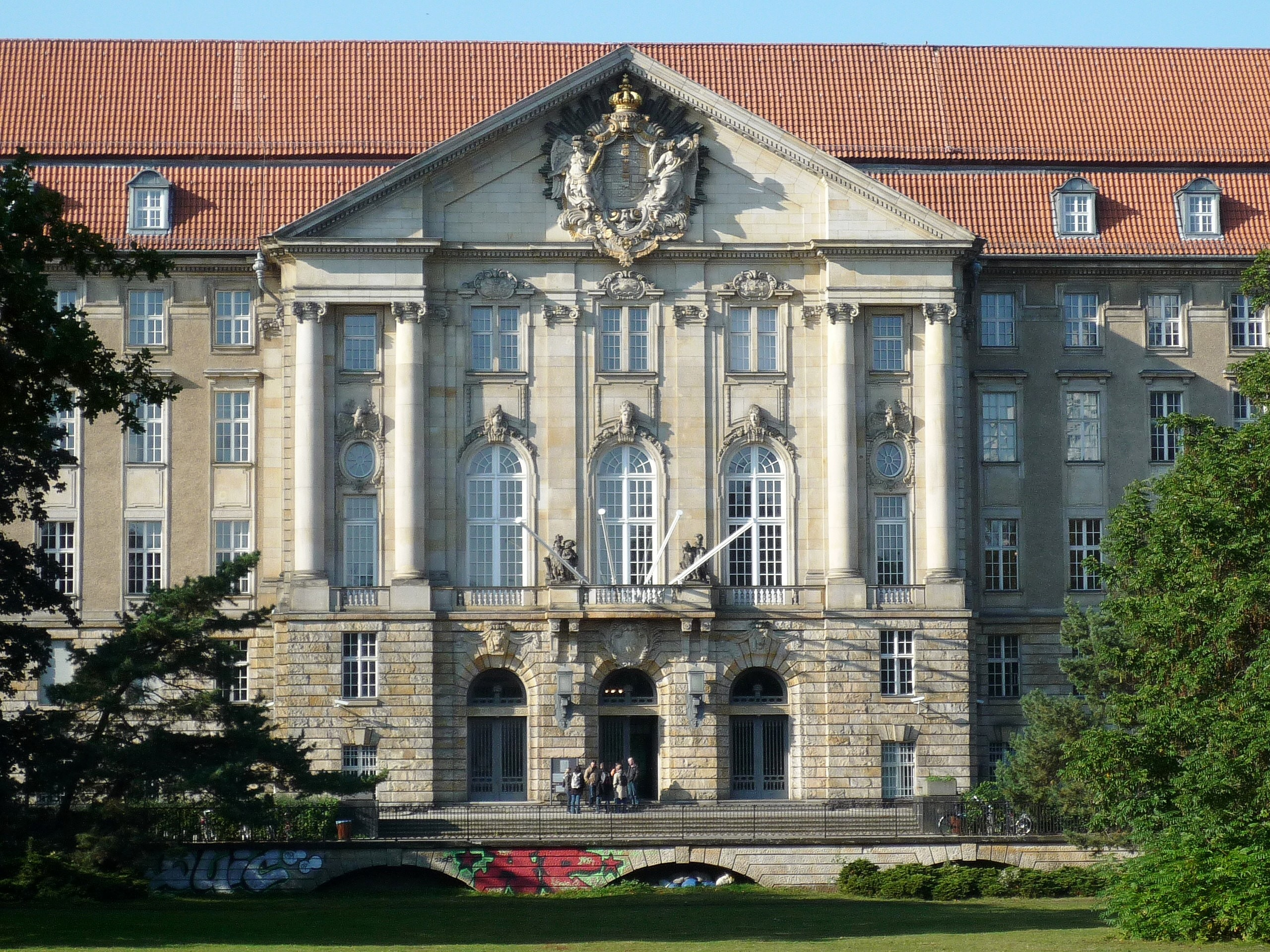
柏林上訴法院，在第3季中用作国防军部
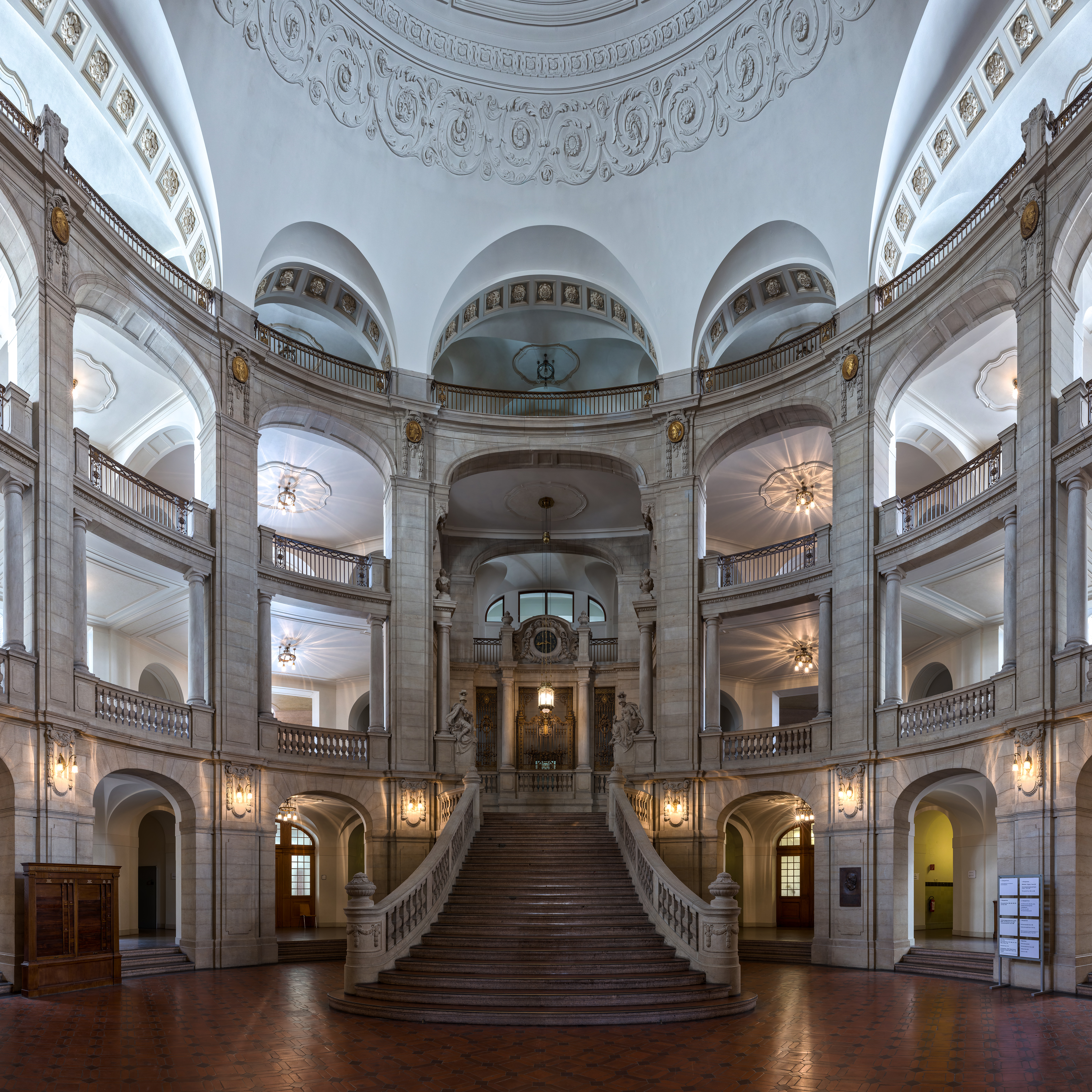
柏林上訴法院大厅
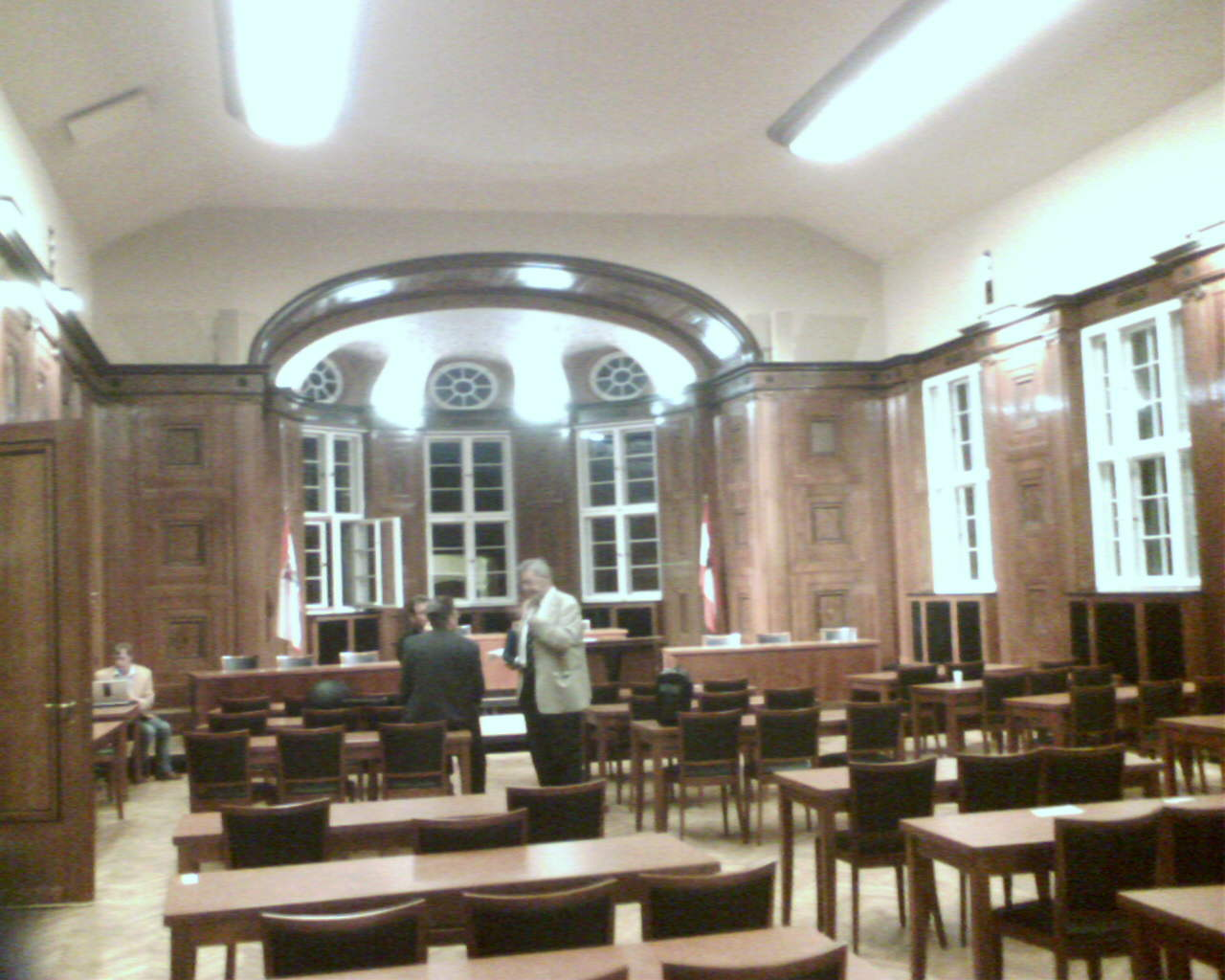
特雷普托市政厅区议会大厅
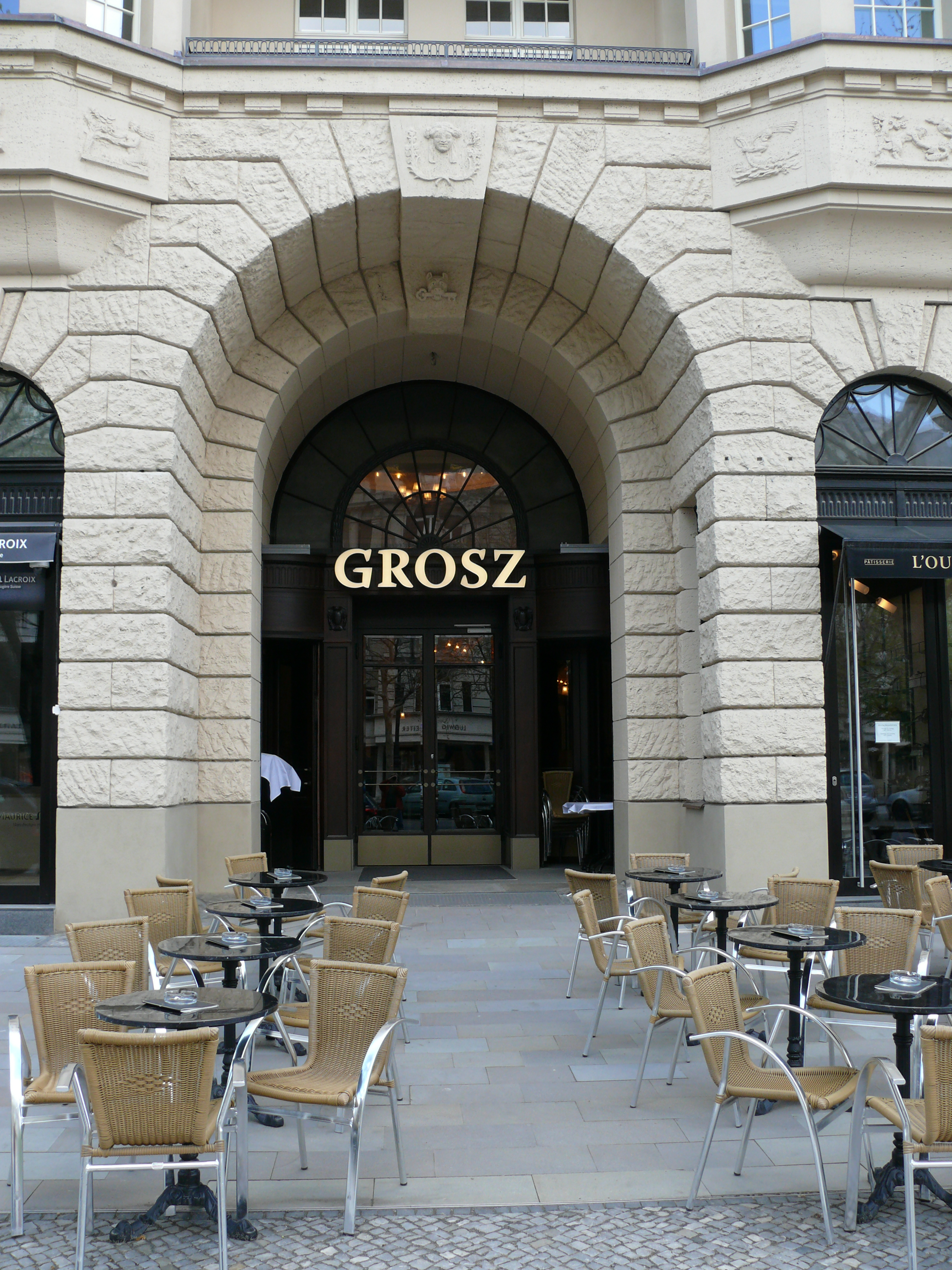
“大咖啡馆”在第3季被用作罗曼尼什咖啡馆
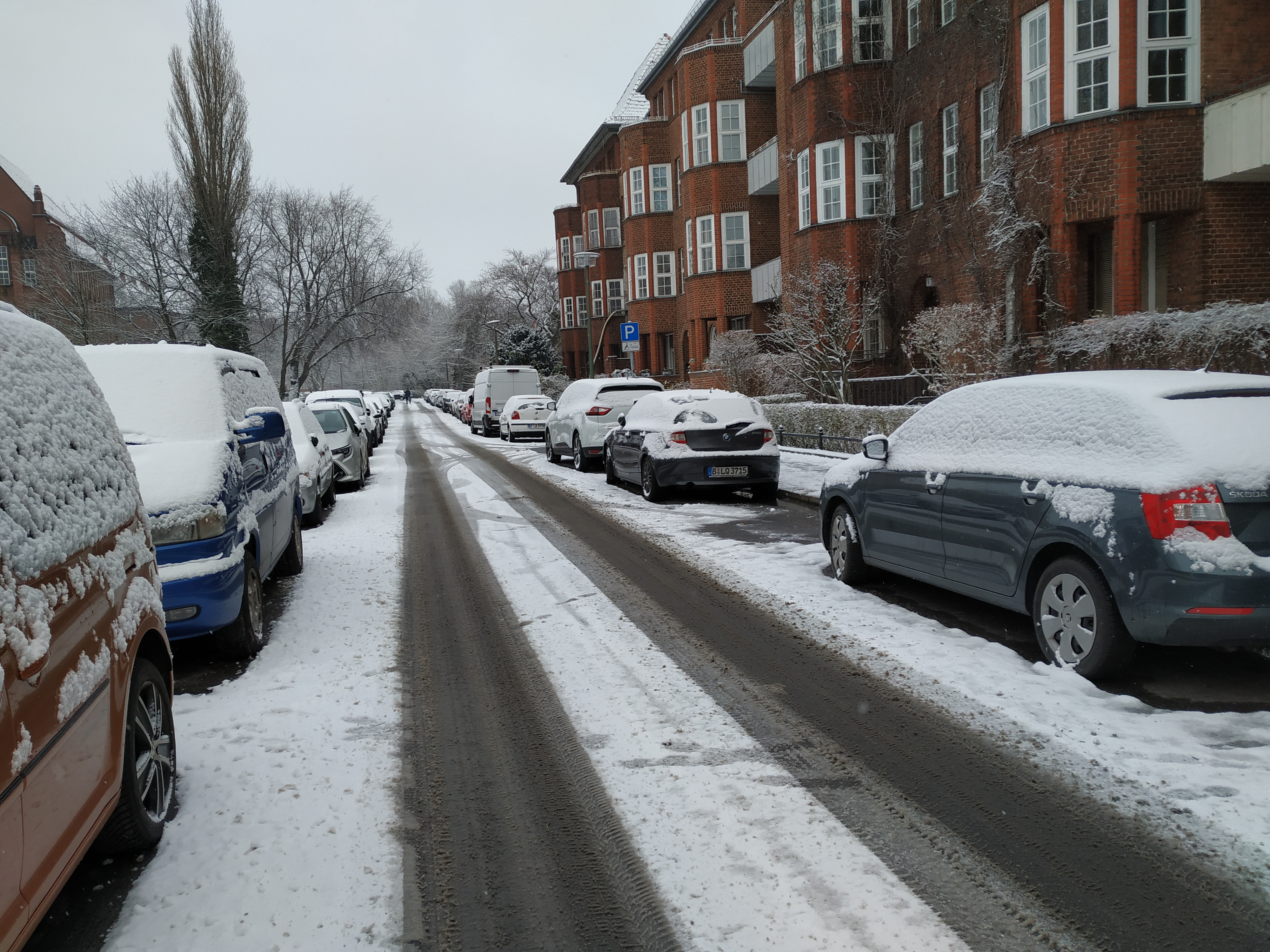
韦尔特长廊7号，拉斯公寓的外观

### 配乐
2018 年，该剧组建了一个内部乐队“Moka Efti乐团”，以演奏原创音乐。该乐队演奏从拉格泰姆到克莱兹默的各种风格的时代音乐。Moka Efti乐团以剧中的夜总会命名，由14名成员组成，其中立陶宛女演员塞韦丽娅·亚努绍斯凯特饰演斯韦特兰娜·索罗金娜。在第1季的开头两集中，亚努绍斯凯特扮演的男歌手尼科洛斯的角色在Moka Efti的歌舞表中演唱了该剧集的主题曲《归于尘土》（Zu Asche, Zu Staub）。这首歌后来发行并登上了德国单曲榜。
此乐团于2018年5月举行音乐会，并应火热的需求，于当年晚些时候在全国巡回演出。随着第3季的上映，乐团发行了他们的首张专辑《第一版》（Erstausgabe）。
除了当时的音乐之外， 羅西音樂1979年专辑宣言中的《跳走》（Dance Away）也被改编为当时风格，偶尔会在背景中播放。其他音乐还包括《这些蠢事（让我想起你）》的改编，以及第2季结尾的俄语版《忧郁的星期天》。罗西音乐的歌手布萊恩·費瑞在第1季结束时作为歌舞歌手表演1974年专辑《乡村生活 (罗西音乐专辑)》中半英半德歌曲《苦甜》（Bitter-Sweet）。
第2季的一个主要动作段落发生在《三文钱的歌剧》表演期间。歌曲《麦克刀的歌谣》（Die Morität von Mackie Messer）出现在场景中，同时也作一处情节设计。两个不同的角色哼着曲子，为侦探拉斯提供了展开情节的线索。

## 播送
《巴比伦柏林》于2017年10月13日（Sky 1）在德国首映，并于2017年11月5日（星期日）在英国和爱尔兰共和国（Sky Atlantic）首播。该剧于2018年1月30日在澳大利亚、加拿大和美国首播（Netflix）。德国电视一台于2018年9月30日星期日开始播出。瑞典语放送于2019年6月19日在瑞典电视台开始。
在2019年末一场首映的预兆之后，第3季于2020年1月在德国Sky 1首播；并随后于2020年10月在公共电视台德国公共广播联盟上播出。第3季的国际发行权已于2019年初出售给100多个国家的多家电视网，包括Netflix、HBO欧洲和Viaplay。
在该节目由Netflix发行的地区，第3季于2020年3月1日完整发布。

## 评论
《时代周报》的卡罗林·斯特勒貝萊（Carolin Ströbele）赞美此剧“情节明快，结合了性、犯罪与有着令人愉悦的克制礼仪的那段历史。”
《明镜》的文化评论员克里斯提安·布斯（Christian Buss），赞美此剧保持了“典型德国忧思影视”的传统，继承了弗里茨·朗的《大都会》、罗伯特·威恩的《卡里加里博士的小屋》等1920年默片的传统。“《巴比伦柏林》可能是自《從海底出擊》以来首部享有海外盛誉的德国电视大制作。我们可以说：我们德国人又重新成为了忧思的世界冠军。”
在《华尔街日报》2018年1月28日的采访中，德国历史学家托马斯·韦伯评论道：“从历史观点来看，此剧相当准确地展现了，魏玛民主如何遭到了共产主义左翼与传统保守势力所组成的不光彩同盟的攻击。”此次采访中，此剧联合编剧亨德里克·汉德勒格滕评论：“创作《巴比伦柏林》的主要动因之一，是为了展现纳粹并非凭空而来。他们产生于德国社会的变化中，并因此做出了自己的选择。”

## 获奖
| 年   | 组织                           | 奖项             | 对象                                                                                      | 结果 | 备注   |
| ---- | ------------------------------ | ---------------- | ----------------------------------------------------------------------------------------- | ---- | ------ |
| 2017 | Camerimage电影摄影艺术国际影展 | 最佳剧情片       | 本特·费舍弗朗克·格里勃 菲利普·哈勃兰特 亨德里克·汉德勒格滕 汤姆·提克威尔 阿希姆·冯·博里斯 | 提名 | [ 36 ] |
| 2018 | 德国电视奖                     | 最佳剧情剧集     | 《巴比伦柏林》                                                                            | 獲獎 | [ 37 ] |
| 2018 | 德国电视奖                     | 最佳女演员       | 丽芙·丽莎·弗里斯                                                                          | 提名 | [ 37 ] |
| 2018 | 德国电视奖                     | 最佳男演员       | 彼得·库尔特                                                                               | 提名 | [ 37 ] |
| 2018 | 德国电视奖                     | 最佳导演         | 汤姆·提克威尔 阿希姆·冯·博里斯 亨德里克·汉德勒格滕                                        | 提名 | [ 37 ] |
| 2018 | 德国电视奖                     | 最佳摄影         | 弗朗克·格里勃 本特·费舍 菲利普·哈勃兰特                                                   | 獲獎 | [ 37 ] |
| 2018 | 德国电视奖                     | 最佳剪辑         | 安特耶·岑噶 阿勒克山德·伯勒 克劳斯·维利希（）                                             | 提名 | [ 37 ] |
| 2018 | 德国电视奖                     | 最佳音乐         | 约翰尼·克利梅克 汤姆·提克威尔                                                             | 獲獎 | [ 37 ] |
| 2018 | 德国电视奖                     | 最佳布景         | 皮耶尔-伊夫·盖劳德 乌里·汉尼希                                                            | 獲獎 | [ 37 ] |
| 2018 | 德国金摄影机奖                 | 最佳德国男演员   | 沃尔克·布鲁赫                                                                             | 獲獎 | [ 38 ] |
| 2018 | 格林姆-普莱斯奖                | 竞赛单元虚构影视 | 《巴比伦柏林》                                                                            | 獲獎 | [ 39 ] |
| 2018 | 罗米奖                         | 年度电视节目     | 《巴比伦柏林》                                                                            | 獲獎 | [ 40 ] |
| 2018 | 巴伐利亚电视奖                 | 特别奖           | 《巴比伦柏林》                                                                            | 獲獎 | [ 41 ] |
| 2018 | 金玫瑰奖                       | 最佳剧集         | 《巴比伦柏林》                                                                            | 提名 | [ 42 ] |
| 2018 | 上海电视节白玉兰奖             | 最佳海外电视长剧 | 《巴比伦柏林》                                                                            | 獲獎 | [ 43 ] |